# Liste der Eisenbahnlinien in Brandenburg und Berlin

Netzplan im Fahrplanjahr 2016 (veraltet)

Diese Liste führt sämtliche Eisenbahnlinien des Fern- und Regionalverkehrs in den Bundesländern Brandenburg und Berlin auf. Zusätzlich werden der Linienweg, der Takt zur Hauptverkehrszeit sowie die Betreibergesellschaften mit aufgeführt.

## Allgemeines
Die ersten Eisenbahnstrecken im Berlin-Brandenburgischen Raum entstanden ab 1838 und umfassten zunächst nur die von Berlin sternförmig ausgehenden Hauptstrecken. Nachdem bis zur Gründung des Deutschen Kaiserreiches das Grundnetz entstand, begann ab den 1870er Jahren der Aufbau des Nebenbahn- sowie ab den 1890er Jahren der Aufbau des Kleinbahnnetzes. Diese gingen meist in Form von Stichbahnen von den Hauptstrecken ab und schlossen abseits gelegene Städte und Gemeinden an. Zusätzlich entstand ebenfalls ab den 1890er Jahren im Berliner Raum der Ausbau von Vorortstrecken, aus dem ab 1924 das Berliner S-Bahn-Netz schrittweise hervorging.
Nach dem Zweiten Weltkrieg kam es durch die Siegermächte zur Teilung Berlins. Während der innerstädtische Nahverkehr in der Westhälfte weitgehend erhalten blieb, wurde der Fernverkehr auf eine Zufahrstrecke zum Bahnhof Zoo für den Transitverkehr reduziert. Im Brandenburgischen Raum dagegen verblieb der Nah- und Fernverkehr, abgesehen von den gekappten Verbindungen durch die neue Grenzziehung, zunächst fast unverändert. Die Ausdünnung des Netzes begann in den 1960er und 1970er Jahren, als mehrere Nebenbahnstrecken wegen Unrentabilität eingestellt wurden. Eine zweite derartige Welle fand nach der Wiedervereinigung statt.
Auf der anderen Seite bemühte sich die 1994 neu gegründete Deutsche Bahn um eine Attraktivierung des Nahverkehrs entlang der Hauptstrecken. Dafür wurden als erster Versuch zum Fahrplanwechsel am 9. Mai 1994 aus Marketinggründen die neue Zuggattung Regional-Express (RE) eingeführt. Als erste Linie dieser Art deutschlandweit verkehrte der RE1 zwischen dem Berliner Hauptbahnhof (heute Berlin Ostbahnhof) und Frankfurt (Oder). Nach und nach wurden die Eilzugverbindungen zu RE-Linien und die übrigen Nahverkehrszüge in Regionalbahnen (RB) umbenannt.
Der Fern- und Regionalverkehr ist heute wieder größtenteils auf Berlin gerichtet. So passieren fast alle Fernverkehrszüge innerhalb Brandenburgs auch das Berliner Stadtgebiet. Während der Verkehr auf den Hauptstrecken überwiegend mit RE-, IC- und ICE-Linien abgedeckt wird, wird das Nebenbahnnetz durch RB-Linien sowie gleichrangige Züge privater Bahngesellschaften bedient. Seit 1996 sind alle Aufgabenträger des ÖPNV im Verkehrsverbund Berlin-Brandenburg (VBB) zusammengeschlossen. Dabei findet die oberste Landesplanung durch die Berliner Senatsverwaltung für Stadtentwicklung und das brandenburgische Ministerium für Infrastruktur und Landesplanung gemeinsam statt.
Zusätzlich kommt im Berliner Raum noch das S-Bahn-Netz hinzu, die dazugehörige Linienübersicht wird bereits dort abgehandelt.

## Linienübersicht
Stand: 1. Juni 2025

### Fernverkehr
Die genauen Linienverläufe sowie die Taktzeiten und weitere Details dazu befinden sich in den folgenden Hauptartikeln. Hier sind lediglich einzelne Halte der Stammstrecke der jeweiligen Linien dargestellt.
| Linie    | Verlauf | Karte |
| -------- | --- | ----- |
| ICE 10   | Köln – Essen / Wuppertal – Dortmund – Hannover – Berlin Gesundbrunnen (1 Zugpaar saisonal: – Angermünde – Greifswald – Stralsund – Ostseebad Binz)                                                                                       |       |
| ICE 11   | München – Stuttgart – Frankfurt (Main) – Kassel-Wilhelmshöhe – Braunschweig – Berlin Ostbahnhof |       |
| ICE 12   | Interlaken Ost – Basel SBB – Karlsruhe – Frankfurt (Main) – Braunschweig – Berlin Ostbahnhof |       |
| ICE 15   | (Stuttgart –) Frankfurt – Erfurt – Halle – Berlin (– Eberswalde – Angermünde – Stralsund – Binz) |       |
| ICE 28   | Hamburg – Berlin – Leipzig – Jena Paradies – Nürnberg – Augsburg / Ingolstadt – München |       |
| IC 17    | (Warnemünde –) Rostock – Waren – Neustrelitz – Oranienburg – Berlin Gesundbrunnen – Berlin Hbf – Berlin Südkreuz – Flughafen BER – Doberlug-Kirchhain – Elsterwerda – Dresden-Neustadt – Dresden Hbf (– Freiberg (Sachs) – Chemnitz Hbf) |       |
| EC/IC 27 | Westerland (Sylt) – Hamburg – Berlin – Dresden – Prag – Bratislava – Budapest |       |
| IC 32    | Stuttgart – Mainz – Köln – Dortmund – Hannover – Berlin – Dresden |       |
| IC 56    | Norddeich Mole – Bremen – Hannover – Magdeburg – Brandenburg a. d. Havel – Potsdam – Berlin – Cottbus |       |
| IC 77    | Amsterdam Centraal – Deventer – Osnabrück – Hannover – Berlin |       |
| EC 95    | Berlin-Warszawa-Express Berlin – Frankfurt (Oder) – Poznań Główny – Warszawa Wschodnia |       |
| NJ       | Berlin Ostbahnhof – Potsdam – Göttingen – Basel SBB – Zürich |       |
| FLX 10   | Berlin – Halle (Saale) – Erfurt – Gotha – Eisenach – Fulda – Frankfurt (Main) Süd – Darmstadt – Weinheim – Heidelberg – Stuttgart |       |
| FLX 30   | Leipzig – Lutherstadt Wittenberg – Berlin – Hannover – Bielefeld – Dortmund – Essen – Duisburg – Düsseldorf – Köln – Aachen |       |

### Regionalverkehr
Stationen in Berlin und Brandenburg werden in den folgenden Aufzählungen in normaler Schrift geschrieben, Stationen außerhalb der beiden Länder werden kursiv dargestellt.

#### FEX
Der Flughafen-Express (FEX) verkehrt halbstündlich zwischen Berlin und dem Flughafen BER über Berlin Gesundbrunnen. Vom Flughafen BER verkehren manche Züge ganzwöchig weiter nach Ludwigsfelde als RB 32 bzw. montags bis freitags nach Rangsdorf als RB 24.
| Linie | Bahnstrecke                                                                           | Betreiber | Verlauf                                                             | Fahrzeuge                    |
| ----- | ------------------------------------------------------------------------------------- | --------- | ------------------------------------------------------------------- | ---------------------------- |
| FEX   | Nord-Süd-Fernbahn; Berliner Ringbahn; Berlin–Görlitz; Glasower Damm Ost–Bohnsdorf Süd | DB Regio  | Berlin Hbf – Berlin Gesundbrunnen – Berlin Ostkreuz – Flughafen BER | 147/182 + 5 Doppelstockwagen |

#### HBX
Der Harz-Berlin-Express verbindet Berlin mit Thale bzw. Goslar. Es verkehren drei Zugpaare pro Woche am Freitag, Samstag und Sonntag, die in Halberstadt geteilt und vereint werden. Der vordere Zug fährt nach Thale und der hintere nach Goslar.
| Linie | Bahnstrecke      | Betreiber               | Verlauf | Verlauf | Fahrzeuge            |
| ----- | ---------------- | ----------------------- | --- | --- | -------------------- |
| HBX   | Berlin–Magdeburg | Start Mitteldeutschland | Berlin Ostbahnhof – Berlin Alexanderplatz – Berlin Friedrichstraße – Berlin Hbf – Berlin Zoologischer Garten – Berlin-Wannsee – Potsdam Hbf – Genthin – Burg – Magdeburg-Neustadt – Magdeburg – Magdeburg-Buckau – Oschersleben – Nienhagen – Halberstadt – | Berlin Ostbahnhof – Berlin Alexanderplatz – Berlin Friedrichstraße – Berlin Hbf – Berlin Zoologischer Garten – Berlin-Wannsee – Potsdam Hbf – Genthin – Burg – Magdeburg-Neustadt – Magdeburg – Magdeburg-Buckau – Oschersleben – Nienhagen – Halberstadt – | 2× 1648 [2× LINT 41] |
| HBX   | Berlin–Magdeburg | Start Mitteldeutschland | Wernigerode Hbf – Wernigerode Elmowerk – Darlingerode – Ilsenburg – Stapelburg – Vienenburg – Goslar | Wegeleben – Ditfurt – Quedlinburg – Neinstedt – Thale Musestieg – Thale Hbf | 2× 1648 [2× LINT 41] |

#### IRE
Der Kulturzug fährt am Wochenende zwischen Berlin und Wrocław. Es verkehren freitags auf der Strecke zwei Züge, samstags und sonntags jeweils einer.
| Linie | Bahnstrecke                                                        | Betreiber            | Verlauf | Fahrzeuge    |
| ----- | ------------------------------------------------------------------ | -------------------- | --- | ------------ |
| IRE   | Berlin–Görlitz; Węgliniec–Roßlau; Miłkowice–Jasień; Berlin–Wrocław | DB Regio Nordost, KD | Berlin-Lichtenberg – Berlin Ostkreuz – Cottbus Hbf – Weißwasser (Oberlausitz) – Węgliniec – Bolesławiec – Chojnów – Legnica – Wrocław Główny | 2× 646 [GTW] |

#### RE 1
Der RE 1 besteht aus drei Teillinien.
Der Grundtakt verkehrt stündlich von Magdeburg über Brandenburg und Berlin nach Frankfurt (Oder), einzelne Züge fahren im Berufsverkehr zum Teil weiter nach Eisenhüttenstadt. Nachmittags in der HVZ-Zeit verkehren zusätzlich einzelne Zugpaare zwischen Frankfurt (Oder) und Cottbus als RE 1, in Frankfurt (Oder) besteht dabei Anschluss an den Grundtakt von und nach Magdeburg. Die Züge aus Magdeburg halten als einzige in Hangelsberg. In Tagesrandlage halten einige Züge zwischen Magdeburg und Burg auch in Biederitz, Gerwisch und Möser.
Ergänzend zum Grundtakt verkehrt stündlich ein Zug zwischen Brandenburg und Frankfurt (Oder) über Berlin. Nur diese Teillinie bedient die Halte in Götz, Groß Kreutz, Potsdam Park Sanssouci, Potsdam Charlottenhof, sowie alle Halte zwischen Fürstenwalde (Spree) und Frankfurt (Oder).
Seit dem Winterfahrplan 2022/2023 verkehrt in der HVZ zusätzlich eine weitere Zuggruppe im Stundentakt zwischen Brandenburg und Frankfurt (Oder). Auf dem Abschnitt von Brandenburg nach Frankfurt (Oder) verkehren tagsüber zwei Züge pro Stunde, in der HVZ drei Züge pro Stunde. Wegen Bauarbeiten im Bereich Berlin-Köpenick verkehren die dritte Hauptverkehrszuggruppe im Fahrplanjahr 2025 nur zwischen Brandenburg und Berlin Ostbahnhof sowie zwischen Erkner und Frankfurt (Oder).
Durch die unterschiedlichen Haltekonzepte der einzelnen Teillinien ergibt sich nur zwischen Potsdam und Erkner ein ungefährer 20-Minuten-Takt.
| Linie | Bahnstrecke                                                                             | Betreiber | Verlauf | Fahrzeuge                                                   | Karte |
| ----- | --------------------------------------------------------------------------------------- | --------- | --- | ----------------------------------------------------------- | ----- |
| RE 1  | Berlin–Magdeburg; Berlin–Blankenheim; Berliner Stadtbahn; Berlin–Wrocław; Cottbus–Guben | ODEG      | Magdeburg Hbf – Magdeburg-Neustadt – Burg – Güsen – Genthin – Wusterwitz – Kirchmöser – Brandenburg Hbf – Werder (Havel) – Potsdam Hbf – Berlin-Wannsee – Berlin-Charlottenburg – Berlin Zoologischer Garten – Berlin Hbf – Berlin Friedrichstraße – Berlin Alexanderplatz – Berlin Ostbahnhof – Berlin Ostkreuz – Erkner – Fangschleuse – Hangelsberg – Fürstenwalde (Spree) – Frankfurt (Oder) (– Eisenhüttenstadt)                    | 3462.0 [Desiro HC, sechsteilig]                             |       |
| RE 1  | Berlin–Magdeburg; Berlin–Blankenheim; Berliner Stadtbahn; Berlin–Wrocław                | ODEG      | Brandenburg Hbf – Götz – Groß Kreutz – Werder (Havel) – Potsdam Park Sanssouci – Potsdam Charlottenhof – Potsdam Hbf – Berlin-Wannsee – Berlin-Charlottenburg – Berlin Zoologischer Garten – Berlin Hbf – Berlin Friedrichstraße – Berlin Alexanderplatz – Berlin Ostbahnhof – Berlin Ostkreuz – Erkner – Fangschleuse – Fürstenwalde (Spree) – Berkenbrück – Briesen – Jacobsdorf – Pillgram – Frankfurt-Rosengarten – Frankfurt (Oder) | 3462.0 [Desiro HC, sechsteilig]                             |       |
| RE 1  | Berlin–Magdeburg; Berlin–Blankenheim; Berliner Stadtbahn; Berlin–Wrocław                | ODEG      | Brandenburg Hbf – Werder (Havel) – Potsdam Hbf – Berlin-Wannsee – Berlin-Charlottenburg – Berlin Zoologischer Garten – Berlin Hbf – Berlin Friedrichstraße – Berlin Alexanderplatz – Berlin Ostbahnhof | 3462.1 + 3462.1 [Desiro HC, 2× vierteilig] (HVZ-Verstärker) |       |
| RE 1  | Berlin–Magdeburg; Berlin–Blankenheim; Berliner Stadtbahn; Berlin–Wrocław                | ODEG      | Erkner – Fürstenwalde (Spree) – Frankfurt (Oder) | 3462.1 + 3462.1 [Desiro HC, 2× vierteilig] (HVZ-Verstärker) |       |
| RE 1  | Berlin–Wrocław; Cottbus–Guben                                                           | ODEG      | Frankfurt (Oder) – Eisenhüttenstadt – Guben – Cottbus Hbf | 3462.1 [Desiro HC, vierteilig] (HVZ-Verstärker nachmittags) |       |

#### RE 2
Der RE 2 verkehrt stündlich zwischen Nauen und Cottbus. Im Tagesrandverkehr halten die Züge außerdem auf einer Reihe von Stationen zwischen Königs Wusterhausen und Lübben, die ansonsten vom RE 7 angefahren werden. Zweistündlich werden die Halte Kunersdorf und Kolkwitz im Wechsel bedient. Zwischen Lübbenau und Bad Belzig verkehren HVZ-Verstärker-Züge. Diese schildern zwischen Lübbenau und Charlottenburg die Liniennummer RE 2 und zwischen Berlin-Charlottenburg und Bad Belzig die Liniennummer RE 7.
| Linie | Bahnstrecke                                                                                                 | Betreiber        | Verlauf | Fahrzeuge                                                    |
| ----- | --- | ---------------- | --- | ------------------------------------------------------------ |
| RE 2  | Berlin–Hamburg; Spandauer Vorortbahn; Berliner Stadtbahn Berlin–Wrocław; Berliner Außenring; Berlin–Görlitz | DB Regio Nordost | Nauen – Brieselang – Finkenkrug – Falkensee – Seegefeld – Albrechtshof – Berlin-Spandau – Berlin-Charlottenburg – Berlin Zoologischer Garten – Berlin Hbf – Berlin Friedrichstraße – Berlin Alexanderplatz – Berlin Ostkreuz – Königs Wusterhausen – Brand Tropical Islands – Lübben (Spreewald) – Lübbenau (Spreewald) – Raddusch – Vetschau – Kunersdorf – Kolkwitz – Cottbus Hbf | 182 + 5 Doppelstockwagen                                     |
| RE 2  | Berliner Stadtbahn Berlin–Wrocław; Berliner Außenring; Berlin–Görlitz                                       | DB Regio Nordost | Übergang aus RE 7 von Bad Belzig – Berlin-Charlottenburg – Berlin Zoologischer Garten – Berlin Hbf – Berlin Friedrichstraße – Berlin Alexanderplatz – Berlin Ostkreuz – Königs Wusterhausen – Brand Tropical Islands – Lübben (Spreewald) – Lübbenau (Spreewald) | 182 + 5 Doppelstockwagen (HVZ-Verstärker, Kopplung zum RE 7) |

#### RE 3
Der RE 3 verkehrt alle zwei Stunden zwischen Jüterbog bzw. Lutherstadt Wittenberg und Stralsund bzw. Schwedt (Oder), wobei sich zwischen Jüterbog und Angermünde ein Stundentakt ergibt. Zwischen Jüterbog und Berlin ergänzen sich RE 3 und RE 4 zu einem 30-Minuten-Takt. Nördlich von Angermünde wird von Montag bis Freitag das Angebot durch die zusätzliche RB 62 nach Prenzlau zu einem annähernden Stundentakt ergänzt. Östlich Angermünde übernimmt die RB 61 nach Schwedt (Oder) diese Aufgabe. In Tagesrandlage halten einige Züge des RE 3 zwischen Ludwigsfelde und Luckenwalde auch in Thyrow, Trebbin und Woltersdorf (Nuthe-Urstromtal). Einzelne Verstärkerzüge werden in der Morgen- und Nachmittagszeit zwischen Eberswalde und Berlin angeboten.
An den Wochenenden und Feiertagen fährt nachts ein Zug von Berlin nach Halle (Saale). Dieser bedient alle Halte bis Jüterbog und verkehrt weiter mit Zwischenhalt in Lutherstadt Wittenberg, Lutherstadt Wittenberg Altstadt, Dessau und Bitterfeld nach Halle (Saale). In der Gegenrichtung fährt dieser Zug morgens um 5:52 Uhr von Halle (Saale) als RE 3 über Bitterfeld nach Lutherstadt Wittenberg und weiter nach Stralsund. Zwischen Halle (Saale) und Lutherstadt Wittenberg werden alle Haltestellen bedient, an welchen in den Hauptverkehrszeiten die S8 Halle (Saale) – Lutherstadt Wittenberg hält.
Alle Fahrten, abgesehen von einigen Verbindungen in der Nebenverkehrszeit, welche in Lutherstadt Wittenberg beginnen, fahren weiter nach Stralsund. Alle Fahrten, die in Stralsund beginnen, enden in Jüterbog. Alle Fahrten, die in Jüterbog beginnen, enden in Schwedt (Oder) und alle Fahrten, die in Schwedt (Oder) beginnen, enden in Lutherstadt Wittenberg.
Im Fahrplanjahr 2024 verkehren die Züge der Linie RE 66 zwischen Gesundbrunnen und Angermünde aufgrund von Bauarbeiten ebenfalls unter der Liniennummer RE 3.
| Linie | Bahnstrecke | Betreiber        | Verlauf | Verlauf | Fahrzeuge                                           |
| ----- | --- | ---------------- | --- | --- | --------------------------------------------------- |
| RE 3  | Berlin–Halle; Berliner Außenring; Nord-Süd-Fernbahn; Berliner Ringbahn; Berlin–Szczecin; Angermünde–Stralsund; Angermünde–Schwedt | DB Regio Nordost | Lutherstadt Wittenberg Hbf → Bülzig → Zörnigall → Zahna → Blönsdorf → Niedergörsdorf → Jüterbog → Luckenwalde → Ludwigsfelde → Birkengrund → Großbeeren → Teltow → Berlin-Lichterfelde Ost → Berlin Südkreuz → Berlin Potsdamer Platz → Berlin Hbf → Berlin-Gesundbrunnen → Bernau (b Berlin) → Eberswalde Hbf → Britz → Chorin Hp → Angermünde → Wilmersdorf (Kr Angermünde) → Warnitz (Uckermark) → Seehausen (Uckermark) → Prenzlau → Nechlin → Pasewalk → Jatznick → Ferdinandshof → Ducherow → Anklam → Klein Bünzow → Züssow → Groß Kiesow → Greifswald Süd → Greifswald → Miltzow → Stralsund Hbf | Lutherstadt Wittenberg Hbf → Bülzig → Zörnigall → Zahna → Blönsdorf → Niedergörsdorf → Jüterbog → Luckenwalde → Ludwigsfelde → Birkengrund → Großbeeren → Teltow → Berlin-Lichterfelde Ost → Berlin Südkreuz → Berlin Potsdamer Platz → Berlin Hbf → Berlin-Gesundbrunnen → Bernau (b Berlin) → Eberswalde Hbf → Britz → Chorin Hp → Angermünde → Wilmersdorf (Kr Angermünde) → Warnitz (Uckermark) → Seehausen (Uckermark) → Prenzlau → Nechlin → Pasewalk → Jatznick → Ferdinandshof → Ducherow → Anklam → Klein Bünzow → Züssow → Groß Kiesow → Greifswald Süd → Greifswald → Miltzow → Stralsund Hbf | 112 + 5 Doppelstockwagen / 147 + 5 Doppelstockwagen |
| RE 3  | Berlin–Halle; Berliner Außenring; Nord-Süd-Fernbahn; Berliner Ringbahn; Berlin–Szczecin; Angermünde–Stralsund; Angermünde–Schwedt | DB Regio Nordost | Jüterbog → Luckenwalde → Ludwigsfelde → Birkengrund → Großbeeren → Teltow → Berlin-Lichterfelde Ost → Berlin Südkreuz → Berlin Potsdamer Platz → Berlin Hbf → Berlin Gesundbrunnen → Bernau (b Berlin) → Eberswalde Hbf → Britz → Chorin Hp → Angermünde → Pinnow (Uckermark) → Schwedt (Oder) Mitte → Schwedt (Oder) | | 112 + 5 Doppelstockwagen / 147 + 5 Doppelstockwagen |
| RE 3  | Berlin–Halle; Berliner Außenring; Nord-Süd-Fernbahn; Berliner Ringbahn; Berlin–Szczecin; Angermünde–Stralsund; Angermünde–Schwedt | DB Regio Nordost | Stralsund Hbf → Miltzow → Greifswald → Greifswald Süd → Groß Kiesow → Züssow → Klein Bünzow → Anklam → Ducherow → Ferdinandshof → Jatznick → Pasewalk → Nechlin – Prenzlau → Seehausen (Uckermark) → Warnitz (Uckermark) → Wilmersdorf (Kr Angermünde) → Angermünde → Chorin → Britz → Eberswalde Hbf → Bernau (b Berlin) → Berlin Gesundbrunnen → Berlin Hbf → Berlin Potsdamer Platz → Berlin Südkreuz → Berlin-Lichterfelde Ost → Teltow → Großbeeren → Birkengrund → Ludwigsfelde → Luckenwalde → Jüterbog                                                                                           | | 112 + 5 Doppelstockwagen / 147 + 5 Doppelstockwagen |
| RE 3  | Berlin–Halle; Berliner Außenring; Nord-Süd-Fernbahn; Berliner Ringbahn; Berlin–Szczecin; Angermünde–Stralsund; Angermünde–Schwedt | DB Regio Nordost | Schwedt (Oder) → Schwedt (Oder) Mitte → Pinnow → Angermünde → Chorin → Britz → Eberswalde Hbf → Bernau (b Berlin) → Berlin Gesundbrunnen → Berlin Hbf → Berlin Potsdamer Platz → Berlin Südkreuz → Berlin-Lichterfelde Ost → Teltow → Großbeeren → Birkengrund → Ludwigsfelde → Luckenwalde → Jüterbog → Niedergörsdorf → Blönsdorf → Zahna → Zörnigall → Bülzig → Lutherstadt Wittenberg Hbf | | 112 + 5 Doppelstockwagen / 147 + 5 Doppelstockwagen |

#### RE 4
Der RE 4 verkehrt stündlich zwischen Rathenow und Jüterbog und alle zwei Stunden weiter nach Stendal bzw. Falkenberg (Elster). Zwischen Berlin und Jüterbog ergänzen sich RE 3 und RE 4 zu einem 30-Minuten-Takt.
In Nennhausen, Buschow und Woltersdorf/Nuthe-Urstromtal halten Züge des RE 4 nur alle zwei Stunden. In Tagesrandlage halten einige Züge zwischen Berlin-Lichterfelde Ost und Ludwigsfelde auch in Teltow, Großbeeren und Birkengrund. Im Sommer verkehrt die Linie mit 5 Doppelstockwagen, im Winter mit 4 Doppelstockwagen.
| Linie | Bahnstrecke                                                                         | Betreiber        | Verlauf | Fahrzeuge                                                                                     |
| ----- | ----------------------------------------------------------------------------------- | ---------------- | --- | --------------------------------------------------------------------------------------------- |
| RE 4  | Berlin–Lehrte; Berliner Ringbahn; Nord-Süd-Fernbahn; Berlin–Halle; Jüterbog–Röderau | DB Regio Nordost | Stendal Hbf – Rathenow – Nennhausen – Buschow – Wustermark – Elstal – Dallgow-Döberitz – Berlin-Staaken – Berlin-Spandau – Berlin Jungfernheide – Berlin Hbf – Berlin Potsdamer Platz – Berlin Südkreuz – Berlin-Lichterfelde Ost – Ludwigsfelde – Thyrow – Trebbin – Woltersdorf/Nuthe-Urstromtal – Luckenwalde – Jüterbog – Oehna – Zellendorf – Linda (Elster) – Holzdorf (Elster) – Herzberg (Elster) – Falkenberg (Elster) | 146 / 112 + 4–5 Doppelstockwagen / 463 [Mireo, dreiteilig] (Verstärker Falkenberg – Jüterbog) |

#### RE 5
Der RE 5 verkehrt alle zwei Stunden zwischen Rostock bzw. Stralsund und Berlin Südkreuz, wobei sich zwischen Neustrelitz und Berlin Südkreuz annähernd ein Stundentakt ergibt. Ab Neustrelitz ergibt sich durch einen zusätzlichen Umstieg in eine jeweils zweistündlich verkehrende Regionalbahn nach Stralsund bzw. nach Rostock ebenfalls ein ungefährer Stundentakt. In Dannenwalde halten nur die Züge von und nach Rostock; in Löwenberg nur die Züge von und nach Stralsund. Die RE5 verkehrt ebenso wie die RE4 im Sommer mit 5 Doppelstockwagen, im Winter mit 4 Doppelstockwagen.
| Linie | Bahnstrecke                                                                                  | Betreiber        | Verlauf | Verlauf | Fahrzeuge                                               |
| ----- | -------------------------------------------------------------------------------------------- | ---------------- | --- | --- | ------------------------------------------------------- |
| RE 5  | Nord-Süd-Fernbahn; Berliner Ringbahn; Berlin–Szczecin; Berliner Außenring; Berliner Nordbahn | DB Regio Nordost | Berlin Südkreuz – Berlin Potsdamer Platz – Berlin Hbf – Berlin Gesundbrunnen – Oranienburg – Gransee – Dannenwalde – Fürstenberg – Neustrelitz Hbf – Waren (Müritz) – Rostock Hbf        | Berlin Südkreuz – Berlin Potsdamer Platz – Berlin Hbf – Berlin Gesundbrunnen – Oranienburg – Gransee – Dannenwalde – Fürstenberg – Neustrelitz Hbf – Waren (Müritz) – Rostock Hbf | 112 / 146 / 445 [Twindexx Vario] + 4–5 Doppelstockwagen |
| RE 5  | Nord-Süd-Fernbahn; Berliner Ringbahn; Berlin–Szczecin; Berliner Außenring; Berliner Nordbahn | DB Regio Nordost | Berlin Südkreuz – Berlin Potsdamer Platz – Berlin Hbf – Berlin Gesundbrunnen – Oranienburg – Löwenberg (Mark) – Gransee – Fürstenberg (Havel) – Neustrelitz Hbf – Demmin – Stralsund Hbf | | 112 / 146 / 445 [Twindexx Vario] + 4–5 Doppelstockwagen |

#### RE 6
Der RE 6 zwischen Wittenberge und Berlin-Charlottenburg wird auch Prignitz-Express genannt. Die Linie verkehrt täglich im Stundentakt. Die Halte zwischen Wittstock und Neuruppin West werden nur alle zwei Stunden bedient. Der Halt Wustrau-Radensleben wird nur in den Stunden bedient, in denen der Zug zwischen Wittstock und Neuruppin ohne Halt fährt. In Tagesrandlage halten einige Züge auch an ansonsten von der Linie RB 55 bedienten Stationen zwischen Velten und Kremmen.
| Linie | Bahnstrecke                                                                                  | Betreiber        | Verlauf | Fahrzeuge               |
| ----- | -------------------------------------------------------------------------------------------- | ---------------- | --- | ----------------------- |
| RE 6  | Wittenberge–Strasburg; Kremmen–Meyenburg; Berlin–Kremmen; Berliner Außenring; Berlin–Hamburg | DB Regio Nordost | Wittenberge – Weisen – Perleberg – Groß Pankow – Pritzwalk – Heiligengrabe – Liebenthal – Wittstock (Dosse) – Dossow – Fretzdorf – Netzeband – Walsleben – Neuruppin West – Neuruppin Rheinsberger Tor – Wustrau-Radensleben – Beetz-Sommerfeld – Kremmen – Velten (Mark) – Hennigsdorf – Falkensee – Berlin-Spandau – Berlin-Charlottenburg | 1–2× 648 [1–2× LINT 41] |

#### RE 7
Der RE 7 verkehrt im Stundentakt von Dessau über Berlin und Lübbenau bis Senftenberg. Von Montag bis Freitag kommen zwischen Bad Belzig und Berlin-Wannsee stündliche Verstärkerzüge hinzu. In Medewitz halten nur alle zwei Stunden Züge.
In der Hauptverkehrszeit verkehrt die RE7 mit einer Doppeltraktion aus Talent 2 5-Teiler+3-Teiler. Außerhalb der Hauptverkehrszeit sowie an den Wochenenden und Feiertagen nur mit einem Talent 2 5-Teiler.
| Linie | Bahnstrecke | Betreiber        | Verlauf | Fahrzeuge                                                       |
| ----- | --- | ---------------- | --- | --------------------------------------------------------------- |
| RE 7  | Trebnitz–Leipzig; Wiesenburg–Roßlau; Berlin–Blankenheim; Berliner Stadtbahn; Berlin–Wrocław; Berliner Außenring; Berlin–Görlitz; Lübbenau–Kamenz | DB Regio Nordost | Dessau Hbf – Roßlau (Elbe) – Jeber-Bergfrieden – Medewitz – Wiesenburg (Mark) – Bad Belzig – Baitz – Brück – Borkheide – Beelitz Heilstätten – Seddin – Michendorf – Wilhelmshorst – Potsdam-Rehbrücke – Potsdam Medienstadt Babelsberg – Berlin-Wannsee – Berlin-Charlottenburg – Berlin Zoologischer Garten – Berlin Hbf – Berlin Friedrichstraße – Berlin Alexanderplatz – Berlin Ostbahnhof – Berlin Ostkreuz – Königs Wusterhausen – Zeesen – Bestensee – Groß Köris – Halbe – Oderin – Brand Tropical Islands – Schönwalde – Lubolz – Lübben (Spreewald) – Lübbenau (Spreewald) – Calau (Niederlausitz) – Luckaitztal – Altdöbern – Großräschen – Sedlitz Ost – Senftenberg | 442.3 (+ 442.1) (Talent 2, fünfteilig (+ Talent 2, dreiteilig)) |
| RE 7  | Berlin–Blankenheim; Berliner Stadtbahn | DB Regio Nordost | Bad Belzig – Baitz – Brück – Borkheide – Beelitz Heilstätten – Seddin – Michendorf – Wilhelmshorst – Potsdam-Rehbrücke – Potsdam Medienstadt Babelsberg – Berlin-Wannsee – Übergang in RE 2 Richtung Lübbenau (HVZ-Zeit) | 182 + 5 Doppelstockwagen (Verstärker Bad Belzig – Berlin)       |

#### RE 8
Der RE 8 verkehrt stündlich zwischen Wittenberge und Flughafen BER und alle zwei Stunden auf dem Abschnitt von Wittenberge nach Wismar. Die Linie ist gebrochen: während die Züge von Norden über die Stadtbahn zum Flughafen BER fahren, fahren die Züge von Süden in den Nord-Süd-Tunnel bis Berlin Hbf. Züge die bis Finsterwalde fahren halten nicht in Klasdorf-Glashütte, Drahnsdorf und Walddrehna.
| Linie | Bahnstrecke | Betreiber | Verlauf | Verlauf | Fahrzeuge                |
| ----- | --- | --------- | --- | --- | ------------------------ |
| RE 8  | Berlin–Hamburg; Spandauer Vorortbahn; Berliner Stadtbahn; Berliner Außenring; Berlin–Görlitz; Glasower Damm Ost–Bohnsdorf Süd; Nord-Süd-Fernbahn; Berlin–Dresden | ODEG      | Wismar – Dorf Mecklenburg – Bad Kleinen – Lübstorf – Schwerin Hbf – Schwerin Mitte – Schwerin Süd – Holthusen – Sülstorf – Rastow – Lüblow – Ludwigslust – Grabow – Karstädt – Wittenberge – Bad Wilsnack – Glöwen – Breddin – Neustadt – Friesack – Paulinenaue – Nauen – Falkensee – Berlin-Spandau – Berlin Zoologischer Garten – Berlin Hbf – Berlin Friedrichstraße – Berlin Alexanderplatz – Berlin Ostbahnhof – Berlin Ostkreuz – Flughafen BER | Wismar – Dorf Mecklenburg – Bad Kleinen – Lübstorf – Schwerin Hbf – Schwerin Mitte – Schwerin Süd – Holthusen – Sülstorf – Rastow – Lüblow – Ludwigslust – Grabow – Karstädt – Wittenberge – Bad Wilsnack – Glöwen – Breddin – Neustadt – Friesack – Paulinenaue – Nauen – Falkensee – Berlin-Spandau – Berlin Zoologischer Garten – Berlin Hbf – Berlin Friedrichstraße – Berlin Alexanderplatz – Berlin Ostbahnhof – Berlin Ostkreuz – Flughafen BER | 445.1 [KISS, vierteilig] |
| RE 8  | Berlin–Hamburg; Spandauer Vorortbahn; Berliner Stadtbahn; Berliner Außenring; Berlin–Görlitz; Glasower Damm Ost–Bohnsdorf Süd; Nord-Süd-Fernbahn; Berlin–Dresden | ODEG      | Berlin Hbf – Berlin Potsdamer Platz – Berlin Südkreuz – Berlin-Lichterfelde Ost – Blankenfelde – Dahlewitz – Rangsdorf – Dabendorf – Zossen – Wünsdorf-Waldstadt – Neuhof – Baruth – Klasdorf-Glashütte – Golßen – Drahnsdorf – Luckau-Uckro – Walddrehna – Doberlug-Kirchhain – Rückersdorf – Hohenleipisch – Elsterwerda / Finsterwalde | Berlin Hbf – Berlin Potsdamer Platz – Berlin Südkreuz – Berlin-Lichterfelde Ost – Blankenfelde – Dahlewitz – Rangsdorf – Dabendorf – Zossen – Wünsdorf-Waldstadt – Neuhof – Baruth – Klasdorf-Glashütte – Golßen – Drahnsdorf – Luckau-Uckro – Walddrehna – Doberlug-Kirchhain – Rückersdorf – Hohenleipisch – Elsterwerda / Finsterwalde | 445.1 [KISS, vierteilig] |

#### RE 10
Der RE 10 verkehrt zweistündlich zwischen Leipzig und Frankfurt (Oder) über Falkenberg (Elster) und Cottbus. Zwischen Leipzig und Falkenberg (Elster) fahren die Züge vereinigt mit dem RE 11. In der morgendlichen HVZ-Zeit gibt es zwischen Frankfurt (Oder) und Cottbus einzelne Verstärker-Züge, die das Angebot zu einem ungefähren 30-Minuten-Takt verdichten. Die Züge halten teilweise nicht an allen Unterwegshalten.
| Linie | Bahnstrecke                                  | Betreiber        | Verlauf | Fahrzeuge               |
| ----- | -------------------------------------------- | ---------------- | --- | ----------------------- |
| RE 10 | Halle–Cottbus; Cottbus–Guben; Berlin–Wrocław | DB Regio Nordost | Leipzig Hbf – Taucha – Eilenburg – Torgau – Beilrode – Falkenberg (Elster) – Doberlug-Kirchhain – Finsterwalde (Niederlausitz) – Calau (Niederlausitz) – Cottbus Hbf – Cottbus-Sandow – Cottbus-Merzdorf – Cottbus-Willmersdorf Nord – Teichland – Peitz Ost – Jänschwalde – Jänschwalde Ost – Kerkwitz – Guben – Coschen – Wellmitz – Neuzelle – Eisenhüttenstadt – Ziltendorf – Wiesenau – Kraftwerk Finkenheerd – Frankfurt (Oder) | 463 [Mireo, dreiteilig] |

#### RE 11
Der RE 11 verkehrt zweistündlich zwischen Leipzig und Hoyerswerda über Falkenberg (Elster). Zwischen Leipzig und Falkenberg (Elster) fahren die Züge vereinigt mit dem RE 10.
| Linie | Bahnstrecke                     | Betreiber        | Verlauf | Fahrzeuge               |
| ----- | ------------------------------- | ---------------- | --- | ----------------------- |
| RE 11 | Halle–Cottbus; Węgliniec–Roßlau | DB Regio Nordost | Leipzig Hbf – Taucha – Eilenburg – Torgau – Beilrode – Falkenberg (Elster) – Bad Liebenwerda – Elsterwerda-Biehla – Plessa – Lauchhammer – Ruhland – Hosena – Hoyerswerda | 463 [Mireo, dreiteilig] |

#### RE 13
Der RE 13 verkehrt Montag bis Freitag stündlich von Cottbus nach Senftenberg sowie zweistündlich weiter nach Elsterwerda.
| Linie | Bahnstrecke                                                          | Betreiber        | Verlauf | Fahrzeuge               |
| ----- | -------------------------------------------------------------------- | ---------------- | --- | ----------------------- |
| RE 13 | Großenhain–Cottbus; Węgliniec–Roßlau; Elsterwerda–Elsterwerda-Biehla | DB Regio Nordost | Cottbus Hbf – Sedlitz Ost – Senftenberg – Ruhland – Lauchhammer – Plessa – Elsterwerda-Biehla – Elsterwerda | 463 [Mireo, dreiteilig] |

#### RE 14 (Sachsen-Anhalt)
Der RE 14 verkehrt mit unvertakteten Einzelfahrten zwischen Dessau und Falkenberg (Elster). In Dessau koppelt die Linie an die S2 der S-Bahn Mitteldeutschland über und fährt weiter in Richtung Leipzig-Stötteritz.
| Linie | Bahnstrecke      | Betreiber       | Verlauf | Fahrzeuge                     | Karte |
| ----- | ---------------- | --------------- | --- | ----------------------------- | ----- |
| RE 14 | Węgliniec–Roßlau | DB Regio Südost | Dessau Hbf – Roßlau (Elbe) – Coswig – Lutherstadt Wittenberg-Piesteritz – Lutherstadt Wittenberg Altstadt – Lutherstadt Wittenberg Hbf – Mühlanger – Elster – Jessen (Elster) – Annaburg – Fermerswalde – Falkenberg (Elster) | 1442.1 [Talent 2, dreiteilig] |       |

#### RE 15
Der RE 15 verkehrt zweistündlich zwischen Hoyerswerda und Dresden. Zwischen Ruhland und Dresden ergänzt sich die Linie zusammen mit der RE 18 zu einem 60-Minuten-Takt. Die Linie fährt von Dresden-Neustadt aufgrund von Bauarbeiten weiter als Linie RB 31 nach Elsterwerda-Biehla und erreicht den Dresdener Hauptbahnhof im Fahrplanjahr 2025 somit nicht.
| Linie | Bahnstrecke                          | Betreiber        | Verlauf | Fahrzeuge                                               | Karte |
| ----- | ------------------------------------ | ---------------- | --- | ------------------------------------------------------- | ----- |
| RE 15 | Węgliniec–Roßlau; Großenhain–Cottbus | DB Regio Nordost | Hoyerswerda – Schwarzkollm – Lauta – Hosena – Ruhland – Ortrand – Lampertswalde – Großenhain Cottb Bf – Priestewitz – Weinböhla Hp – Coswig – Dresden-Neustadt – weiter als RB 31 | 112 + 3 Doppelstockwagen / 442.1 [Talent 2, dreiteilig] |       |

#### RE 18
Der RE 18 verkehrt zweistündlich zwischen Cottbus und Dresden. Zwischen Cottbus und Ruhland ergänzt sich die Linie zusammen mit der RB 49 zu einem ungefähren 60-Minuten-Takt. Zwischen Ruhland und Dresden ergänzt sich die Linie zusammen mit der RE 15 zu einem 60-Minuten-Takt. In Ruhland besteht eine Umstiegsmöglichkeit zwischen RB 49 und RE 15. Die Linie fährt von Dresden-Neustadt aufgrund von Bauarbeiten weiter als Linie RB 31 nach Coswig und erreicht den Dresdener Hauptbahnof im Fahrplanjahr 2025 somit nicht.
| Linie | Bahnstrecke        | Betreiber        | Verlauf | Fahrzeuge                                               | Karte |
| ----- | ------------------ | ---------------- | --- | ------------------------------------------------------- | ----- |
| RE 18 | Großenhain–Cottbus | DB Regio Nordost | Cottbus Hbf – Drebkau – Neupetershain – Sedlitz Ost – Senftenberg – Ruhland – Ortrand – Lampertswalde – Großenhain Cottb Bf – Priestewitz – Weinböhla – Coswig – Dresden-Neustadt – weiter als RB 31 | 112 + 3 Doppelstockwagen / 442.1 [Talent 2, dreiteilig] |       |

#### RB 10
Die RB 10 verbindet, ebenso wie die RB 14, stündlich Berlin Südkreuz mit Nauen. Zusammen mit dem RE 2 und der RB 14 ergibt sich zwischen Nauen und Berlin-Spandau ein ungefährer 20-Minuten-Takt.
| Linie | Bahnstrecke                       | Betreiber        | Verlauf | Fahrzeuge                | Karte |
| ----- | --------------------------------- | ---------------- | --- | ------------------------ | ----- |
| RB 10 | Nord-Süd-Fernbahn; Berlin–Hamburg | DB Regio Nordost | Berlin Südkreuz – Berlin Potsdamer Platz – Berlin Hbf – Berlin Jungfernheide – Berlin-Spandau – Berlin-Albrechtshof – Seegefeld – Falkensee – Finkenkrug – Brieselang – Nauen | 182 + 5 Doppelstockwagen |       |

#### RB 12
Die Züge auf der Linie RB 12 verkehren jede Stunde von Berlin Ostkreuz bis Templin Stadt.
| Linie | Bahnstrecke        | Betreiber | Verlauf | Fahrzeuge                                                                | Karte |
| ----- | ------------------ | --------- | --- | ------------------------------------------------------------------------ | ----- |
| RB 12 | Löwenberg–Prenzlau | NEB       | Löwenberg (Mark) – Bergsdorf – Zehdenick (Mark) – Zehdenick-Neuhof – Vogelsang – Hammelspring – Templin – Templin Stadt | 643 [Talent, dreiteilig]; ab Sommer 2025: 563 [Mireo Plus B, zweiteilig] |       |

#### RB 14
Die RB 14 verbindet, ebenso wie die RB 10, stündlich Berlin Südkreuz mit Nauen. Zusammen mit dem RE 2 und der RB 10 ergibt sich zwischen Nauen und Berlin-Spandau ein ungefährer 20-Minuten-Takt.
| Linie | Bahnstrecke                       | Betreiber        | Verlauf | Fahrzeuge                | Karte |
| ----- | --------------------------------- | ---------------- | --- | ------------------------ | ----- |
| RB 14 | Nord-Süd-Fernbahn; Berlin–Hamburg | DB Regio Nordost | Berlin Südkreuz – Berlin Potsdamer Platz – Berlin Hbf – Berlin Jungfernheide – Berlin-Spandau – Berlin-Albrechtshof – Seegefeld – Falkensee – Finkenkrug – Brieselang – Nauen | 182 + 5 Doppelstockwagen |       |

#### RB 20
Die RB 20 zwischen Potsdam und Oranienburg verkehrt stündlich, aber nur von Montag bis Freitag. Zwischen Potsdam Griebnitzsee und Golm fahren die Züge vereinigt mit der RB 22.
| Linie | Bahnstrecke                                             | Betreiber        | Verlauf | Fahrzeuge                    | Karte |
| ----- | ------------------------------------------------------- | ---------------- | --- | ---------------------------- | ----- |
| RB 20 | Berlin–Magdeburg; Berliner Außenring; Berliner Nordbahn | DB Regio Nordost | Oranienburg – Birkenwerder – Hohen Neuendorf West – Hennigsdorf – Golm – Potsdam Park Sanssouci – Potsdam Charlottenhof – Potsdam Hbf – Potsdam Griebnitzsee | 442.1 [Talent 2, dreiteilig] |       |

#### RB 21
Die RB 21 verbindet täglich im Stundentakt Potsdam über Wustermark mit Berlin-Spandau und Berlin Gesundbrunnen.
| Linie | Bahnstrecke                                                            | Betreiber        | Verlauf | Fahrzeuge                    |
| ----- | ---------------------------------------------------------------------- | ---------------- | --- | ---------------------------- |
| RB 21 | Berlin–Magdeburg; Berliner Außenring; Berlin–Lehrte; Berliner Ringbahn | DB Regio Nordost | Potsdam Hbf – Potsdam Charlottenhof – Potsdam Park Sanssouci – Golm – Marquardt – Priort – Wustermark – Elstal – Dallgow-Döberitz – Staaken – Berlin-Spandau – Berlin Jungfernheide – Berlin Gesundbrunnen | 442.3 [Talent 2, fünfteilig] |

#### RB 22
Die RB 22 verkehrt stündlich von Potsdam bis Königs Wusterhausen. Zwischen Potsdam Griebnitzsee und Golm fahren die Züge vereinigt mit der RB 20.
| Linie | Bahnstrecke                                                                           | Betreiber        | Verlauf | Fahrzeuge                    |
| ----- | ------------------------------------------------------------------------------------- | ---------------- | --- | ---------------------------- |
| RB 22 | Berlin–Magdeburg; Berliner Außenring; Glasower Damm Ost–Bohnsdorf Süd; Berlin–Görlitz | DB Regio Nordost | Potsdam Griebnitzsee – Potsdam Hbf – Potsdam Charlottenhof – Potsdam Park Sanssouci – Golm – Potsdam Pirschheide – Saarmund – Ludwigsfelde-Struveshof – Flughafen BER – Königs Wusterhausen | 442.3 [Talent 2, fünfteilig] |

#### RB 23
Die RB 23 verläuft von Golm über Potsdam und die Berliner Stadtbahn zum Flughafen BER. Abends und am Wochenende fahren die Züge nur von Berlin-Charlottenburg zum BER.
| Linie | Bahnstrecke                                                                                               | Betreiber        | Verlauf | Fahrzeuge                                                   |
| ----- | --- | ---------------- | --- | ----------------------------------------------------------- |
| RB 23 | Glasower Damm Ost–Bohnsdorf Süd; Berlin–Görlitz; Berliner Stadtbahn; Berlin–Magdeburg; Berliner Außenring | DB Regio Nordost | Flughafen BER – Berlin Ostkreuz – Berlin Ostbahnhof – Berlin Alexanderplatz – Berlin Friedrichstraße – Berlin Hbf – Berlin Zoologischer Garten – Berlin-Charlottenburg – Berlin-Wannsee – Potsdam Griebnitzsee – Potsdam Hbf – Potsdam Charlottenhof – Potsdam Park Sanssouci – Golm | 442.3 + 442.1 [Talent 2, fünfteilig + Talent 2, dreiteilig] |

#### RB 24
Die RB 24 soll stündlich Eberswalde mit Wünsdorf-Waldstadt verbinden.  Die Linie ist am Flughafen BER gebrochen: Die Züge des nördlichen Astes verkehren von Eberswalde über Berlin-Lichtenberg nach Schönefeld. Die Züge des südlichen Astes verkehren nur montags bis freitags, enden am Flughafen BER und sind dort an den FEX gekoppelt. Bis nach Wünsdorf-Waldstadt verkehrt die Linie baubedingt nur in den Tagesrandlagen.
| Linie | Bahnstrecke                                                                                          | Betreiber        | Verlauf | Verlauf | Fahrzeuge                                       |
| ----- | --- | ---------------- | --- | --- | ----------------------------------------------- |
| RB 24 | Berlin–Szczecin; Berliner Außenring; Berlin–Görlitz; Glasower Damm Ost–Bohnsdorf Süd; Berlin–Dresden | DB Regio Nordost | Eberswalde Hbf – Melchow – Biesenthal – Rüdnitz – Bernau – Berlin-Lichtenberg – Berlin Ostkreuz – Berlin-Schöneweide – Schönefeld (bei Berlin) | Eberswalde Hbf – Melchow – Biesenthal – Rüdnitz – Bernau – Berlin-Lichtenberg – Berlin Ostkreuz – Berlin-Schöneweide – Schönefeld (bei Berlin) | 147/182 + 3 Doppelstockwagen                    |
| RB 24 | Berlin–Szczecin; Berliner Außenring; Berlin–Görlitz; Glasower Damm Ost–Bohnsdorf Süd; Berlin–Dresden | DB Regio Nordost | Flughafen BER – Blankenfelde – Dahlewitz – Rangsdorf (– Dabendorf – Zossen – Wünsdorf-Waldstadt)                                               | Flughafen BER – Blankenfelde – Dahlewitz – Rangsdorf (– Dabendorf – Zossen – Wünsdorf-Waldstadt)                                               | 147/182 + 5 Doppelstockwagen (Kopplung zum FEX) |

#### RB 25
Die RB 25 ist eine der kürzesten Regionalverkehrslinien in Brandenburg, die Berlin Ostkreuz mit Werneuchen unter der Woche halbstündlich mit einer Taktlücke am Vormittag verbindet. An den Wochenenden und Feiertagen verkehren die RB 25 nur im Stundentakt. Aus betrieblichen Gründen wird der Halt Berlin Ostkreuz nur an den Wochenenden und Feiertagen bedient.
| Linie | Bahnstrecke    | Betreiber | Verlauf | Fahrzeuge                      |
| ----- | -------------- | --------- | --- | ------------------------------ |
| RB 25 | Berlin–Wriezen | NEB       | Berlin Ostkreuz – Berlin-Lichtenberg – Ahrensfelde – Ahrensfelde Friedhof – Ahrensfelde Nord – Blumberg-Rehhahn – Blumberg – Seefeld – Werneuchen | 563 [Mireo Plus B, zweiteilig] |

#### RB 26
Die RB 26, die auch als Oderlandbahn bezeichnet wird, verbindet unter der Woche halbstündlich Berlin-Lichtenberg mit Müncheberg sowie stündlich dem polnischen Kostrzyn. An den Wochenenden und Feiertagen wird auf der gesamten Strecke stündlich bedient. Der Bahnhof Berlin Ostkreuz wird auch unter der Woche nur stündlich bedient. Dabei werden die Stationen Obersdorf, Trebnitz (Mark), Alt Rosenthal, Werbig, Golzow (Oderbruch) und Gorgast nur zweistündlich bedient. Alle Fahrten von/nach Kostrzyn enden aus betrieblichen Gründen bereits in Berlin-Lichtenberg.  
| Linie | Bahnstrecke     | Betreiber | Verlauf | Fahrzeuge                                                                       |
| ----- | --------------- | --------- | --- | ------------------------------------------------------------------------------- |
| RB 26 | Berlin–Kostrzyn | NEB       | Berlin Ostkreuz – Berlin-Lichtenberg – Berlin-Mahlsdorf – Strausberg – Herrensee – Rehfelde – Müncheberg (Mark) – Obersdorf – Trebnitz (Mark) – Alt Rosenthal – Seelow-Gusow – Werbig – Golzow – Gorgast – Küstrin-Kietz – Kostrzyn | 2× 632 [2× Pesa Link, zweiteilig] / 563 [Mireo Plus B, zweiteilig] (Verstärker) |

#### RB 27
Die Züge der RB 27 von Berlin-Karow nach Wensickendorf bzw. Klosterfelde verkehren stündlich, von Klosterfelde nach Groß Schönebeck alle zwei Stunden (in der HVZ stündlich). Der Zweig nach Schmachtenhagen wird nur am Wochenende bedient, aber im Stundentakt. Einzelfahrten der RB 27 fahren in der HVZ (Mo–Fr) weiter nach Berlin Gesundbrunnen ohne Halt in Berlin-Karow.
| Linie | Bahnstrecke    | Betreiber | Verlauf | Verlauf                                                                                | Fahrzeuge                      | Karte |
| ----- | -------------- | --------- | --- | -------------------------------------------------------------------------------------- | ------------------------------ | ----- |
| RB 27 | Heidekrautbahn | NEB       | (Berlin Gesundbrunnen –)/Berlin-Karow – Schönerlinde – Schönwalde (Barnim) – Basdorf –                      | (Berlin Gesundbrunnen –)/Berlin-Karow – Schönerlinde – Schönwalde (Barnim) – Basdorf – | 563 [Mireo Plus H, zweiteilig] |       |
| RB 27 | Heidekrautbahn | NEB       | Wandlitz – Wandlitzsee – Klosterfelde – Lottschesee – Ruhlsdorf-Zerpenschleuse – Klandorf – Groß Schönebeck | Zühlsdorf – Wensickendorf (– Schmachtenhagen)                                          | 563 [Mireo Plus H, zweiteilig] |       |

#### RB 31 (Sachsen)
Die sächsische Linie RB 31 verkehrt zwischen Elsterwerda-Biehla und Dresden zweistündlich mit einzelnen Verstärkern im Berufsverkehr. Baubedingt erreicht die Linie 2025 nicht Dresden Hauptbahnhof. Die Züge verkehren von Dresden-Neustadt weiter als RE 15 nach Hoyerswerda bzw. RE 18 nach Cottbus.
| Linie | Bahnstrecke                                    | Betreiber        | Verlauf | Fahrzeuge                                               | Karte |
| ----- | ---------------------------------------------- | ---------------- | --- | ------------------------------------------------------- | ----- |
| RB 31 | Elsterwerda–Elsterwerda-Biehla; Berlin–Dresden | DB Regio Nordost | Elsterwerda-Biehla – Elsterwerda – Prösen Ost – Frauenhain – Zabeltitz – Großenhain Cottb Bf – Priestewitz – Niederau – Weinböhla – Coswig – Radebeul-Naundorf – Niederwartha – Cossebaude – Dresden-Stetzsch – Dresden-Kemnitz – Dresden-Cotta – Dresden-Neustadt – weiter als RE 15 bzw. RE 18 | 112 + 3 Doppelstockwagen / 442.1 [Talent 2, dreiteilig] |       |

#### RB 32
Die RB 32 wurde zum Fahrplanwechsel im Dezember 2022 neu eingeführt. Sie verkehrt stündlich zwischen Oranienburg und Ludwigsfelde. Die Linie ist am Flughafen BER gebrochen: während die Züge von Norden zum Bahnhof Schönefeld fahren, fahren die Züge von Süden zum Bahnhof Flughafen BER. Der Südast der Linie verkehrt zwischen Flughafen BER und Berlin
weiter als FEX.
| Linie | Bahnstrecke                                                                                          | Betreiber        | Verlauf | Verlauf | Fahrzeuge                                       |
| ----- | --- | ---------------- | --- | --- | ----------------------------------------------- |
| RB 32 | Berliner Nordbahn; Berliner Außenring; Berlin–Görlitz; Glasower Damm Ost–Bohnsdorf Süd; Berlin–Halle | DB Regio Nordost | Oranienburg – Berlin-Hohenschönhausen – Berlin-Lichtenberg – Berlin Ostkreuz – Berlin-Schöneweide – Schönefeld (bei Berlin) | Oranienburg – Berlin-Hohenschönhausen – Berlin-Lichtenberg – Berlin Ostkreuz – Berlin-Schöneweide – Schönefeld (bei Berlin) | 147/182 + 3 Doppelstockwagen                    |
| RB 32 | Berliner Nordbahn; Berliner Außenring; Berlin–Görlitz; Glasower Damm Ost–Bohnsdorf Süd; Berlin–Halle | DB Regio Nordost | Flughafen BER – Birkengrund – Ludwigsfelde                                                                                  | Flughafen BER – Birkengrund – Ludwigsfelde                                                                                  | 147/182 + 5 Doppelstockwagen (Kopplung zum FEX) |

#### RB 33
Die RB 33 verbindet täglich stündlich Potsdam über Beelitz mit Jüterbog.
| Linie | Bahnstrecke                      | Betreiber | Verlauf | Fahrzeuge      |
| ----- | -------------------------------- | --------- | --- | -------------- |
| RB 33 | Berlin–Magdeburg; Jüterbog–Nauen | ODEG      | Potsdam Hbf – Potsdam Charlottenhof – Potsdam Pirschheide – Caputh-Geltow – Caputh-Schwielowsee – Ferch-Lienewitz – Beelitz Stadt – Elsholz – Buchholz – Treuenbrietzen – Treuenbrietzen Süd – Altes Lager – Jüterbog | 1622 [LINT 54] |

#### RB 34
Die Züge der RB 34 verkehren zwischen Rathenow und Stendal im Zweistundentakt. Aufgrund von Bauarbeiten verkehrt die Linie bis Ende 2026 nicht und wird durch Busse ersetzt.
| Linie | Bahnstrecke   | Betreiber | Verlauf                                                       | Fahrzeuge             | Karte |
| ----- | ------------- | --------- | ------------------------------------------------------------- | --------------------- | ----- |
| RB 34 | Berlin–Lehrte | HANS      | Rathenow – Großwudicke – Schönhausen – Hämerten – Stendal Hbf | Ersatzverkehr mit Bus |       |

#### RB 34 (Sachsen)
Die Züge der RB 34 (SN) (Seenlandbahn) verkehren zwischen Kamenz und Senftenberg. Die Linie verkehrt ausschließlich während der sächsischen Sommerferien mit einem Zugpaar. Es erfolgt eine Durchbindung aus der Dresdner Linie S 8.
| Linie | Bahnstrecke     | Betreiber       | Verlauf                                                                                    | Fahrzeuge            |
| ----- | --------------- | --------------- | ------------------------------------------------------------------------------------------ | -------------------- |
| RB 34 | Lübbenau–Kamenz | DB Regio Südost | (Dresden Hbf –) Kamenz (Sachs) – Straßgräbchen-Bernsdorf – Wiednitz – Hosena – Senftenberg | 642 [Desiro Classic] |

#### RB 35
Zwischen Fürstenwalde (Spree) und Bad Saarow-Pieskow wird eine stündliche Verbindung durch die Linie RB 35 angeboten. In Fürstenwalde (Spree) besteht Anschluss an die Linie RE 1.
| Linie | Bahnstrecke          | Betreiber | Verlauf                                                                                         | Fahrzeuge                      |
| ----- | -------------------- | --------- | ----------------------------------------------------------------------------------------------- | ------------------------------ |
| RB 35 | Fürstenwalde–Beeskow | NEB       | Fürstenwalde (Spree) – Fürstenwalde Süd – Bad Saarow – Bad Saarow Klinikum – Bad Saarow-Pieskow | 563 [Mireo Plus B, zweiteilig] |

#### RB 36
Die RB 36 verkehrt stündlich zwischen Königs Wusterhausen und Frankfurt (Oder).
| Linie | Bahnstrecke                                          | Betreiber | Verlauf | Fahrzeuge                                                                | Karte |
| ----- | ---------------------------------------------------- | --------- | --- | ------------------------------------------------------------------------ | ----- |
| RB 36 | Grunow–Königs Wusterhausen; Cottbus–Frankfurt (Oder) | NEB       | Königs Wusterhausen – Niederlehme – Zernsdorf – Kablow – Friedersdorf – Kummersdorf – Storkow – Hubertushöhe – Wendisch-Rietz – Lindenberg – Buckow – Beeskow – Oegeln – Schneeberg – Grunow – Mixdorf – Müllrose – Frankfurt (Oder)-Neuberesinchen – Frankfurt (Oder) | 643 [Talent, dreiteilig]; ab Sommer 2025: 563 [Mireo Plus B, zweiteilig] |       |

#### RB 37
Die RB 37 verkehrt täglich stündlich zwischen Berlin-Wannsee und Beelitz Stadt.
| Linie | Bahnstrecke                        | Betreiber | Verlauf | Fahrzeuge      |
| ----- | ---------------------------------- | --------- | --- | -------------- |
| RB 37 | Berlin–Blankenheim; Jüterbog–Nauen | ODEG      | Berlin-Wannsee – Potsdam Medienstadt Babelsberg – Potsdam-Rehbrücke – Wilhelmshorst – Michendorf – Beelitz Stadt | 1622 [LINT 54] |

#### RB 43
Zwischen Frankfurt (Oder), Cottbus und Falkenberg (Elster) verkehren die Züge der RB 43 im Zweistundentakt. Zusammen mit der parallel ebenfalls stündlich verkehrenden Linie RE 10 ergibt sich zwischen Frankfurt (Oder) und Cottbus ein glatter 60-Minuten-Takt, zwischen Cottbus und Falkenberg (Elster) lässt die Linie RE 10 allerdings einige Unterwegshalte aus. In der morgendlichen HVZ-Zeit gibt es zwischen Frankfurt (Oder) und Cottbus einzelne Verstärker-Züge, die das Angebot zu einem ungefähren 30-Minuten-Takt verdichten. Die Züge halten teilweise nicht an allen Unterwegshalten.
| Linie | Bahnstrecke                                  | Betreiber        | Verlauf | Fahrzeuge               |
| ----- | -------------------------------------------- | ---------------- | --- | ----------------------- |
| RB 43 | Berlin–Wrocław; Cottbus–Guben; Halle–Cottbus | DB Regio Nordost | Frankfurt (Oder) – Kraftwerk Finkenheerd – Wiesenau – Ziltendorf – Eisenhüttenstadt – Neuzelle – Wellmitz – Coschen – Guben – Kerkwitz – Jänschwalde Ost – Jänschwalde – Peitz Ost – Teichland – Cottbus-Willmersdorf Nord – Cottbus-Merzdorf – Cottbus-Sandow – Cottbus Hbf – Kolkwitz Süd – Calau (Niederlausitz) – Gollmitz – Finsterwalde (Niederlausitz) – Doberlug-Kirchhain – Schönborn – Beutersitz – Uebigau – Falkenberg (Elster) | 463 [Mireo, dreiteilig] |

#### RB 45
Die Züge der RB 45 verkehren stündlich (am Wochenende zweistündlich) zwischen Elsterwerda und Chemnitz.
| Linie | Bahnstrecke                                          | Betreiber                                                                         | Verlauf | Fahrzeuge                                | Karte |
| ----- | ---------------------------------------------------- | --------------------------------------------------------------------------------- | --- | ---------------------------------------- | ----- |
| RB 45 | Elsterwerda–Zeithain; Zeithain–Riesa; Riesa–Chemnitz | Bayerische Oberlandbahn (unter der Marketingbezeichnung Mitteldeutsche Regiobahn) | Elsterwerda – Prösen – Prösen West – Gröditz – Tiefenau – Wülknitz – Zeithain – Riesa – Seerhausen – Stauchitz – Ostrau – Zschaitz – Döbeln Hbf – Waldheim – Mittweida – Chemnitz Hbf | 1440.3 [Coradia Continental, dreiteilig] |       |

#### RB 46
Die RB 46 ist eine der kürzesten Regionalbahnlinien Brandenburgs, deren Züge zwischen Cottbus und Forst (Lausitz) verkehren. Unter der Woche ergänzt sich die Linie zusammen mit der RB 93 zu einem ungefähren Stundentakt. Am Wochenende verkehrt die Linie ganztägig stündlich.
| Linie | Bahnstrecke             | Betreiber | Verlauf                                                 | Fahrzeuge            | Karte |
| ----- | ----------------------- | --------- | ------------------------------------------------------- | -------------------- | ----- |
| RB 46 | Cottbus–Forst (Lausitz) | ODEG      | Cottbus Hbf – Cottbus-Sandow – Klinge – Forst (Lausitz) | 642 [Desiro Classic] |       |

#### RB 49
Die RB 49 verkehrt zwischen Cottbus und Falkenberg (Elster) zweistündlich.
| Linie | Bahnstrecke                          | Betreiber        | Verlauf | Fahrzeuge               | Karte |
| ----- | ------------------------------------ | ---------------- | --- | ----------------------- | ----- |
| RB 49 | Großenhain–Cottbus; Węgliniec–Roßlau | DB Regio Nordost | Cottbus Hbf – Leuthen – Drebkau – Neupetershain – Bahnsdorf – Sedlitz Ost – Senftenberg – Schwarzheide Ost – Ruhland – Lauchhammer – Plessa – Elsterwerda-Biehla – Bad Liebenwerda – Falkenberg (Elster) | 463 [Mireo, dreiteilig] |       |

#### RB 51
Die RB 51 bedient stündlich (mit einzelnen Einschränkungen am Wochenende) die Halte zwischen Brandenburg a. d. Havel, Pritzerbe und Rathenow.
| Linie | Bahnstrecke                    | Betreiber | Verlauf | Fahrzeuge                        | Karte |
| ----- | ------------------------------ | --------- | --- | -------------------------------- | ----- |
| RB 51 | Brandenburg (Havel) – Rathenow | ODEG      | Brandenburg Hbf – Brandenburg Altstadt – Görden – Fohrde – Pritzerbe – Döberitz – Premnitz Zentrum – Premnitz Nord – Mögelin – Rathenow | 1622 [LINT 54] / Stadler GTW 2/6 |       |

#### RB 51 (Sachsen-Anhalt)
Die RB 51 in Sachsen-Anhalt bedient zweistündlich die Halte zwischen Dessau und Lutherstadt Wittenberg und zwischen Lutherstadt Wittenberg und Falkenberg (Elster). Dabei wird der Großteil der Fahrten von Falkenberg (Elster) nach Lutherstadt Wittenberg weiter als S 2 nach Leipzig-Stötteritz fahren.
| Linie | Bahnstrecke      | Betreiber       | Verlauf | Fahrzeuge                     | Karte |
| ----- | ---------------- | --------------- | --- | ----------------------------- | ----- |
| RB 51 | Węgliniec–Roßlau | DB Regio Südost | Dessau Hbf – Roßlau (Elbe) – Klieken – Coswig – Griebo – Lutherstadt Wittenberg-Piesteritz – Lutherstadt Wittenberg Altstadt – Lutherstadt Wittenberg Hbf | 1442.3 [Talent 2, fünfteilig] |       |
| RB 51 | Węgliniec–Roßlau | DB Regio Südost | Lutherstadt Wittenberg Hbf – Mühlanger – Elster – Jessen (Elster) – Annaburg – Fermerswalde – Falkenberg (Elster)                                         | 1442.3 [Talent 2, fünfteilig] |       |

#### RB 54
Die Züge der RB 54 verkehren zweistündlich zwischen Löwenberg und Rheinsberg. In Löwenberg besteht Anschluss an die Linie RB 12 von und nach Berlin.
| Linie | Bahnstrecke               | Betreiber | Verlauf                                                                | Fahrzeuge                   | Karte |
| ----- | ------------------------- | --------- | ---------------------------------------------------------------------- | --------------------------- | ----- |
| RB 54 | Löwenberg–Flecken Zechlin | NEB       | Löwenberg (Mark) – Herzberg (Mark) – Lindow (Mark) – Rheinsberg (Mark) | 632 [Pesa Link, zweiteilig] |       |

#### RB 55
Die Züge der RB 55 verbinden Kremmen stündlich mit Hennigsdorf. Die RB55 verläuft parallel zur ebenfalls stündlich verkehrenden RE6, welche allerdings nur in Kremmen, Velten und Hennigsdorf hält und alle anderen Zwischenhalte auslässt. Zusätzlich verkehrt in der HVZ ebenfalls stündlich ein weiteres Zugpaar als RB55 zwischen Hennigsdorf und Velten (Mark). In Kombination mit dem RE6 ergibt sich so zwischen Hennigsdorf und Velten (Mark) ein ungefährer 20-Minuten-Takt.
| Linie | Bahnstrecke         | Betreiber        | Verlauf                                                                  | Fahrzeuge | Karte |
| ----- | ------------------- | ---------------- | ------------------------------------------------------------------------ | --------- | ----- |
| RB 55 | Hennigsdorf–Kremmen | DB Regio Nordost | Kremmen – Schwante – Vehlefanz – Bärenklau – Velten (Mark) – Hennigsdorf | 646 [GTW] |       |
| RB 55 | Hennigsdorf–Kremmen | DB Regio Nordost | Velten (Mark) – Hennigsdorf                                              | 646 [GTW] |       |

#### RB 60
Die RB 60 verkehrt täglich stündlich.
| Linie | Bahnstrecke                 | Betreiber | Verlauf | Fahrzeuge                                                          | Karte |
| ----- | --------------------------- | --------- | --- | ------------------------------------------------------------------ | ----- |
| RB 60 | Eberswalde–Frankfurt (Oder) | NEB       | Eberswalde Hbf – Niederfinow – Falkenberg (Mark) – Bad Freienwalde – Altranft – Wriezen – Neutrebbin – Letschin – Werbig – Seelow – Frankfurt (Oder) | 650 [Regioshuttle]; ab Sommer 2025: 563 [Mireo Plus B, zweiteilig] |       |

#### RB 61
Die RB 61  bietet eine Ergänzung zum RE 3, sodass täglich stündliche Verbindungen von Schwedt nach Berlin geschaffen werden. Zusätzlich zu dem RE, der von Schwedt über Berlin nach Lutherstadt Wittenberg fährt, schafft die RB 61 eine Verbindung zum RE aus Stralsund. Die RB 61 verkehrt von Angermünde weiter als RB 62 nach Prenzlau.
| Linie | Bahnstrecke        | Betreiber | Verlauf                                              | Fahrzeuge                                                          | Karte |
| ----- | ------------------ | --------- | ---------------------------------------------------- | ------------------------------------------------------------------ | ----- |
| RB 61 | Angermünde–Schwedt | NEB       | Angermünde – Pinnow – Schwedt Mitte – Schwedt (Oder) | 650 [Regioshuttle]; ab Sommer 2025: 563 [Mireo Plus B, zweiteilig] |       |

#### RB 62
Die RB 62 bietet zusätzliche Verbindungen zwischen Prenzlau und Angermünde. Die RB 62 verkehrt von Angermünde weiter als RB 61 nach Schwedt (Oder).
| Linie | Bahnstrecke                           | Betreiber | Verlauf               | Fahrzeuge                                                          | Karte |
| ----- | ------------------------------------- | --------- | --------------------- | ------------------------------------------------------------------ | ----- |
| RB 62 | Berlin–Szczecin; Angermünde–Stralsund | NEB       | Angermünde – Prenzlau | 650 [Regioshuttle]; ab Sommer 2025: 563 [Mireo Plus B, zweiteilig] |       |

#### RB 63
Die RB 63 verbindet Eberswalde und Joachimsthal in der Regel im Stundentakt.
| Linie | Bahnstrecke                        | Betreiber | Verlauf                                                                                      | Fahrzeuge                      | Karte |
| ----- | ---------------------------------- | --------- | -------------------------------------------------------------------------------------------- | ------------------------------ | ----- |
| RB 63 | Berlin–Szczecin; Britz–Fürstenberg | NEB       | Eberswalde Hbf – Britz – Golzow – Alt Hüttendorf – Joachimsthal Kaiserbahnhof – Joachimsthal | 563 [Mireo Plus B, zweiteilig] |       |

#### RB 65
Die RB 65 verkehrt stündlich zwischen Cottbus und Zittau.
| Linie | Bahnstrecke    | Betreiber | Verlauf | Fahrzeuge            | Karte |
| ----- | -------------- | --------- | --- | -------------------- | ----- |
| RB 65 | Berlin–Görlitz | ODEG      | Cottbus Hbf – Neuhausen – Bagenz – Spremberg – Schleife – Weißwasser (Oberlausitz) – Rietschen – Hähnichen – Uhsmannsdorf – Horka – Kodersdorf – Görlitz – Görlitz-Weinhübel – Hagenwerder – Krzewina Zgorzelecka (PL) – Hirschfelde – Zittau | 642 [Desiro Classic] |       |

#### RB 66
Die RB 66 verbindet Angermünde mit der polnischen Stadt Szczecin. Aufgrund von Bauarbeiten verkehrt die Linie ganzjährig nicht und wird durch Busse ersetzt. Es verkehren zwei Ersatzbuslinien. Die Buslinie RB66X verbindet Angermünde und Stettin dabei direkt mit nur einem Zwischenhalt in Szczecin Gumience, die Buslinie RB66 hält an allen Unterwegsstationen. In Angermünde besteht Anschluss an die Züge des RE3.
| Linie | Bahnstrecke     | Betreiber        | Verlauf | Fahrzeuge             | Karte |
| ----- | --------------- | ---------------- | --- | --------------------- | ----- |
| RB 66 | Berlin–Szczecin | DB Regio Nordost | Angermünde – Passow (Uckermark) – Schönow – Casekow – Petershagen – Tantow – Szczecin Gumieńce (PL) – Szczecin Gł (PL) | Ersatzverkehr mit Bus |       |

#### RB 73
Auf der RB 73 verkehren die Züge zwischen Neustadt (Dosse) und Kyritz Am Bürgerpark stündlich. Zwischen Kyritz Am Bürgerpark und Pritzwalk verkehren Montag bis Freitag vier Zugpaare, am Wochenende werden RB 73 und 74 von Neustadt (Dosse) über Kyritz, Pritzwalk bis Meyenburg durchgebunden.
| Linie | Bahnstrecke                | Betreiber | Verlauf | Fahrzeuge | Karte |
| ----- | -------------------------- | --------- | --- | --------- | ----- |
| RB 73 | Neustadt (Dosse)–Meyenburg | HANS      | Neustadt (Dosse) – Wusterhausen – Kyritz – Kyritz Am Bürgerpark – Wutike – Rosenwinkel – Blumenthal (Mark) – Bölzke – Sarnow – Pritzwalk | 504 / 672 |       |

#### RB 74
Von Montag bis Freitag werden die Stationen entlang der RB 74 von Pritzwalk bis Meyenburg bis 13:51 Uhr im Dreistundentakt, zwischen 13:51 Uhr und 17:45 Uhr im Zweistundentakt bedient. Am Wochenende werden RB 73 und 74 von Neustadt (Dosse) über Kyritz, Pritzwalk bis Meyenburg durchgebunden. Der Haltepunkt Pritzwalk West wird Montag bis Freitag morgens einmal aus Meyenburg, am Nachmittag zweimal nach Meyenburg angefahren. In den Sommermonaten Mai bis September wird die Linie am Wochenende über Meyenburg hinaus bis Plau am See verlängert.
| Linie | Bahnstrecke                                  | Betreiber | Verlauf | Fahrzeuge | Karte |
| ----- | -------------------------------------------- | --------- | --- | --------- | ----- |
| RB 74 | Neustadt (Dosse)–Meyenburg Meyenburg–Güstrow | HANS      | Pritzwalk West – Pritzwalk – Pritzwalk Hainholz – Falkenhagen Gewerbepark Prignitz – Brügge (Prign) – Meyenburg (– Wendisch Priborn – Ganzlin – Plau am See) | 504 / 672 |       |

#### RB 91
Die RB 91 fährt fast ausschließlich in Polen. Nur der Startpunkt Frankfurt (Oder) befindet sich in Deutschland. Die Linie verkehrt täglich alle zwei Stunden nach Rzepin, sowie vierstündlich weiter nach Zielona Góra.
| Linie | Bahnstrecke             | Betreiber                  | Verlauf | Fahrzeuge | Karte |
| ----- | ----------------------- | -------------------------- | --- | --------- | ----- |
| RB 91 | Frankfurt (Oder)–Poznań | Polregio, DB Regio Nordost | Frankfurt (Oder) – Słubice – Kunowice – Rzepin (– Jerzmanice Lubuskie – Gądków Wielki – Budachów – Bytnica – Radnica – Będów – Nietkowice – Czerwieńsk – Przylep – Zielona Góra) | SA139     |       |

#### RB 92
Die RB 92 fährt fast ausschließlich in Polen. Nur der Startpunkt Guben befindet sich in Deutschland. Es verkehren täglich fünf Zugpaare je Richtung.
| Linie | Bahnstrecke                       | Betreiber | Verlauf | Fahrzeuge |
| ----- | --------------------------------- | --------- | --- | --------- |
| RB 92 | Guben–Zbąszynek; Wrocław–Szczecin | PR        | Guben – Gubin – Wałowice – Wężyska – Krosno Odrz – Ciemnice – Laski Odrzańskie – Nietków – Czerwieńsk – Zielona Góra | SA139     |

#### RB 93
Die RB 93 startet in Cottbus und verkehrt über Forst (Lausitz) nach Polen. Montags bis freitags enden die Züge in Żagań. An den Wochenenden und Feiertagen fährt die Linie erst ab Forst (Lausitz), wird anstelle dessen aber von Żagań weiter nach Wrocław Główny geführt. Zusammen mit der Linie RB 46 ergibt sich zwischen Cottbus und Forst (Lausitz) ein ungefährer Stundentakt.
| Linie | Bahnstrecke                                   | Betreiber        | Verlauf | Fahrzeuge         | Karte |
| ----- | --------------------------------------------- | ---------------- | --- | ----------------- | ----- |
| RB 93 | Cottbus–Forst (Lausitz); Łódź–Forst (Lausitz) | DB Regio Nordost | Cottbus Hbf – Cottbus-Sandow – Klinge – Forst (Lausitz) – Zasieki – Tuplice – Tuplice Dębinka – Łużyckie – Sieniawa Żarska – Żary – Żagań | 646 [GTW]         |       |
| RB 93 | Cottbus–Forst (Lausitz); Łódź–Forst (Lausitz) | KD               | Forst (Lausitz) – Zasieki – Tuplice – Tuplice Dębinka – Łużyckie – Sieniawa Żarska – Żary – Żagań – Malomice – Leszno Górne – Milkowice – Legnica – Malczyce – Środa Śląska – Miękinia – Wrocław Leśnica – Wrocław Nowy Dwór – Wrocław Muchobór – Wrocław Główny | SA134 [PESA 218M] |       |

#### S-Bahn Berlin
Linien der S-Bahn Berlin: 

#### S 1 (S-Bahn Mittelelbe)
Die Linie S 1 gehört zur S-Bahn Mittelelbe und wird von DB Regio Südost betrieben. Nach Wittenberge verkehren die Züge unter der Woche stündlich, am Wochenende zweistündlich.
| Linie           | Bahnstrecke           | Betreiber       | Verlauf | Fahrzeuge | Karte |
| --------------- | --------------------- | --------------- | --- | --------- | ----- |
| S 1(Mittelelbe) | Magdeburg–Wittenberge | DB Regio Südost | Wittenberge – Geestgottberg – Seehausen – Osterburg – Goldbeck (Kr Osterburg) – Eichstedt – Stendal Hochschule – Stendal-Stadtsee – Stendal – Demker – Tangerhütte – Mahlwinkel – Angern-Rogätz – Zielitz – Zielitz Ort – Wolmirstedt – Barleber See (saisonal) – Magdeburg-Rothensee – Magdeburg-Eichenweiler – Magdeburg-Neustadt – Magdeburg Hbf – Magdeburg Hasselbachplatz – Magdeburg-Buckau – Magdeburg SKET Industriepark – Magdeburg-Salbke – Magdeburg Südost – Schönebeck-Frohse – Schönebeck – Schönebeck Süd – Schönebeck-Bad Salzelmen | 425       |       |

#### S 2 (S-Bahn Mitteldeutschland)
Montag bis Freitag verkehren einzelne Fahrten der Linie S 2 der S-Bahn Mitteldeutschland von Leipzig-Stötteritz über Bitterfeld und Lutherstadt Wittenberg bis ins brandenburgische Jüterbog. Zudem verkehren einige Züge ab Lutherstadt Wittenberg weiter als Linie RB 51 nach Falkenberg (Elster).
| Linie | Bahnstrecke  | Betreiber       | Verlauf | Fahrzeuge                     |
| ----- | ------------ | --------------- | --- | ----------------------------- |
| S 2   | Berlin–Halle | DB Regio Südost | (Jüterbog – Niedergörsdorf – Blönsdorf – Zahna – Bülzig – Zörnigall –) Lutherstadt Wittenberg Hbf – Pratau – Bergwitz – Radis – Gräfenhainichen – Burgkemnitz – Muldenstein – Bitterfeld – Petersroda – Delitzsch unt Bf – Zschortau – Rackwitz – Leipzig Messe – Leipzig Essener Straße – Leipzig Nord – Leipzig Hbf – Leipzig Markt – Leipzig Wilhelm-Leuschner-Platz – Leipzig Bayerischer Bahnhof – Leipzig MDR – Leipzig Völkerschlachtdenkmal – Leipzig-Stötteritz | 1442.3 [Talent 2, fünfteilig] |

#### S 4 (S-Bahn Mitteldeutschland)
Die Linie S 4 gehört zur S-Bahn Mitteldeutschland. Sie verbindet Markkleeberg-Gaschwitz über Leipzig mit Falkenberg (Elster). Auf dem Brandenburger Abschnitt bis Falkenberg (Elster) verkehren die Züge nur alle zwei Stunden.
| Linie | Bahnstrecke   | Betreiber       | Verlauf | Fahrzeuge                     |
| ----- | ------------- | --------------- | --- | ----------------------------- |
| S 4   | Halle–Cottbus | DB Regio Südost | Falkenberg (Elster) – Rehfeld – Beilrode – Torgau – Mockrehna – Doberschütz – Eilenburg Ost – Eilenburg – Jesewitz – Pönitz – Taucha – Leipzig-Heiterblick – Leipzig-Thekla – Leipzig Mockauer Straße – Leipzig Nord – Leipzig Hbf – Leipzig Markt – Leipzig Wilhelm-Leuschner-Platz – Leipzig Bayerischer Bahnhof – Leipzig MDR – Leipzig-Connewitz – Markkleeberg Nord – Markkleeberg – Markkleeberg-Großstädteln – Markkleeberg-Gaschwitz | 1442.1 [Talent 2, dreiteilig] |

#### S 8 (S-Bahn Mitteldeutschland)
Montag bis Freitag verkehren einzelne Fahrten der Linie S 8 der S-Bahn Mitteldeutschland von Halle (Saale) über Bitterfeld und Lutherstadt Wittenberg bis ins brandenburgische Jüterbog.
| Linie | Bahnstrecke  | Betreiber       | Verlauf | Fahrzeuge                     |
| ----- | ------------ | --------------- | --- | ----------------------------- |
| S 8   | Berlin–Halle | DB Regio Südost | (Jüterbog – Niedergörsdorf – Blönsdorf – Zahna – Bülzig – Zörnigall –) Lutherstadt Wittenberg Hbf – Pratau – Bergwitz – Radis – Gräfenhainichen – Burgkemnitz – Muldenstein – Bitterfeld – Roitzsch – Brehna – Landsberg – Hohenthurm – Halle Hbf | 1442.3 [Talent 2, fünfteilig] |

#### TES
Seit September 2023 verkehrt mit knapp 30 Zugpaaren montags bis freitags im Auftrag von Tesla, Inc. der öffentlich zugängliche Werksverkehr zur Tesla Gigafactory Berlin-Brandenburg.
| Linie | Bahnstrecke                              | Betreiber | Verlauf                         | Fahrzeuge           |
| ----- | ---------------------------------------- | --------- | ------------------------------- | ------------------- |
| TES   | Berlin–Wrocław; Fangschleuse–Freienbrink | NEB       | Erkner – Fangschleuse Tesla Süd | Siemens Mireo Smart |

## Bildergalerie

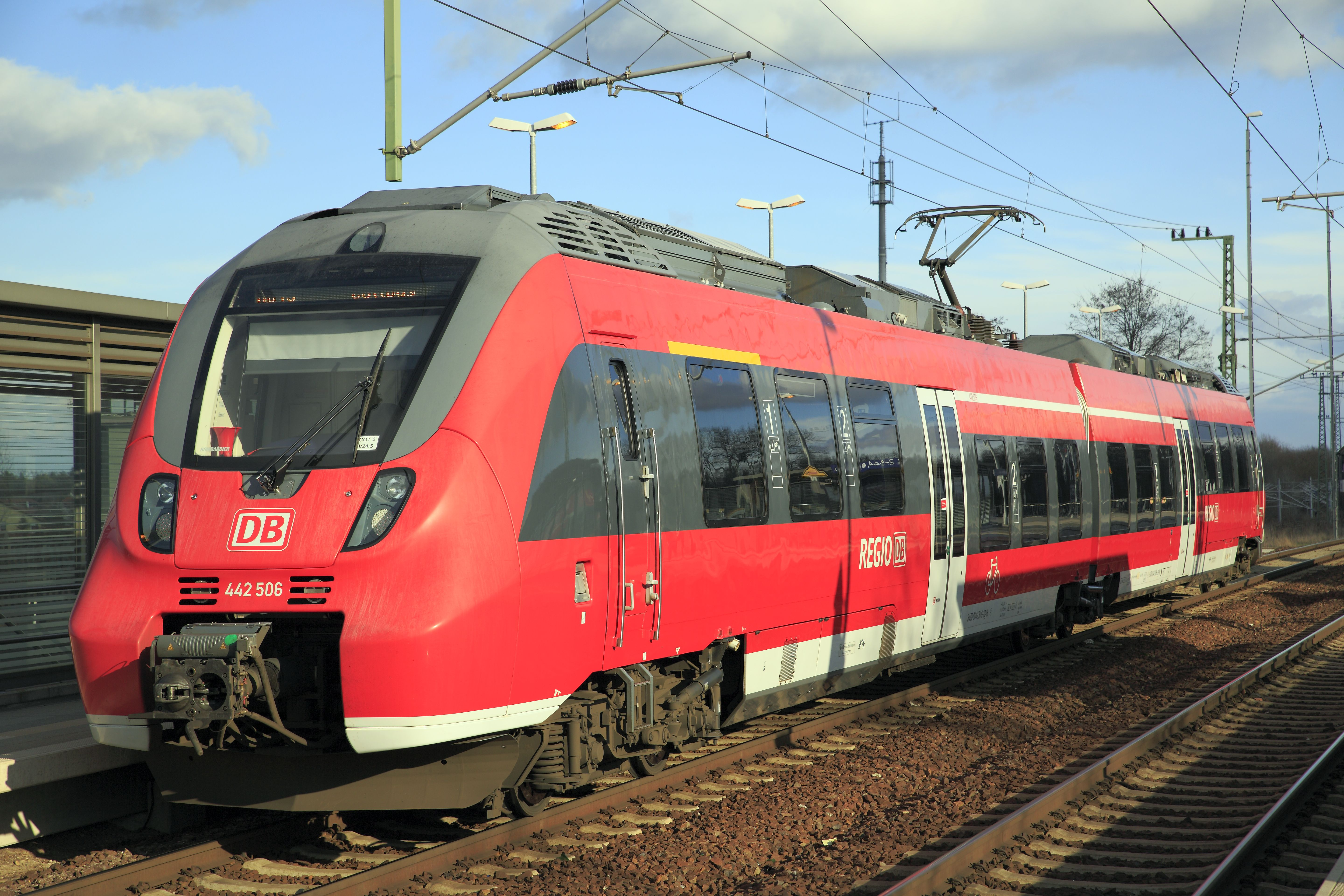
Talent 2 der DB Regio im Bahnhof Falkenberg/Elster
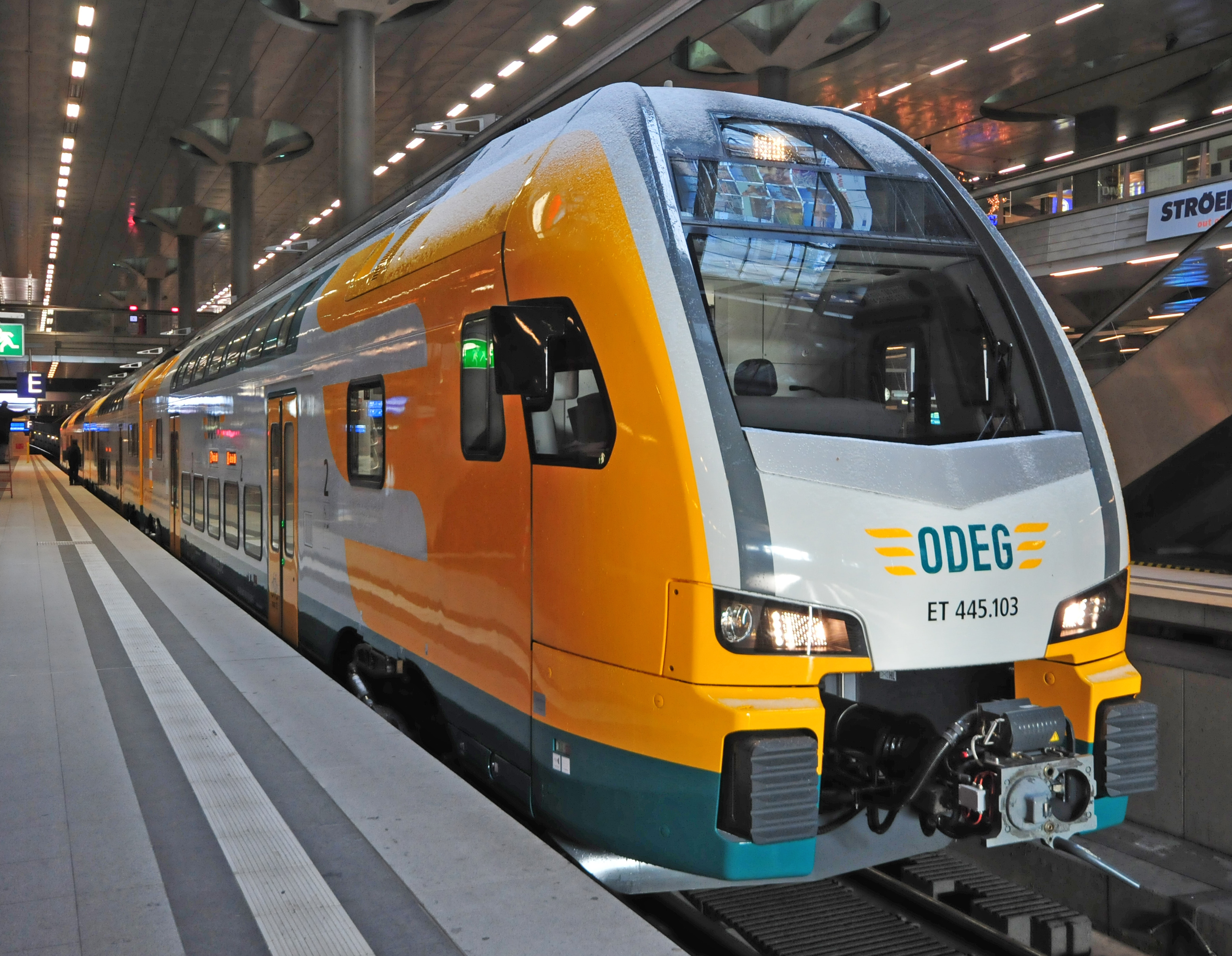
Doppelstock-Triebzug der ODEG am Berliner Hauptbahnhof
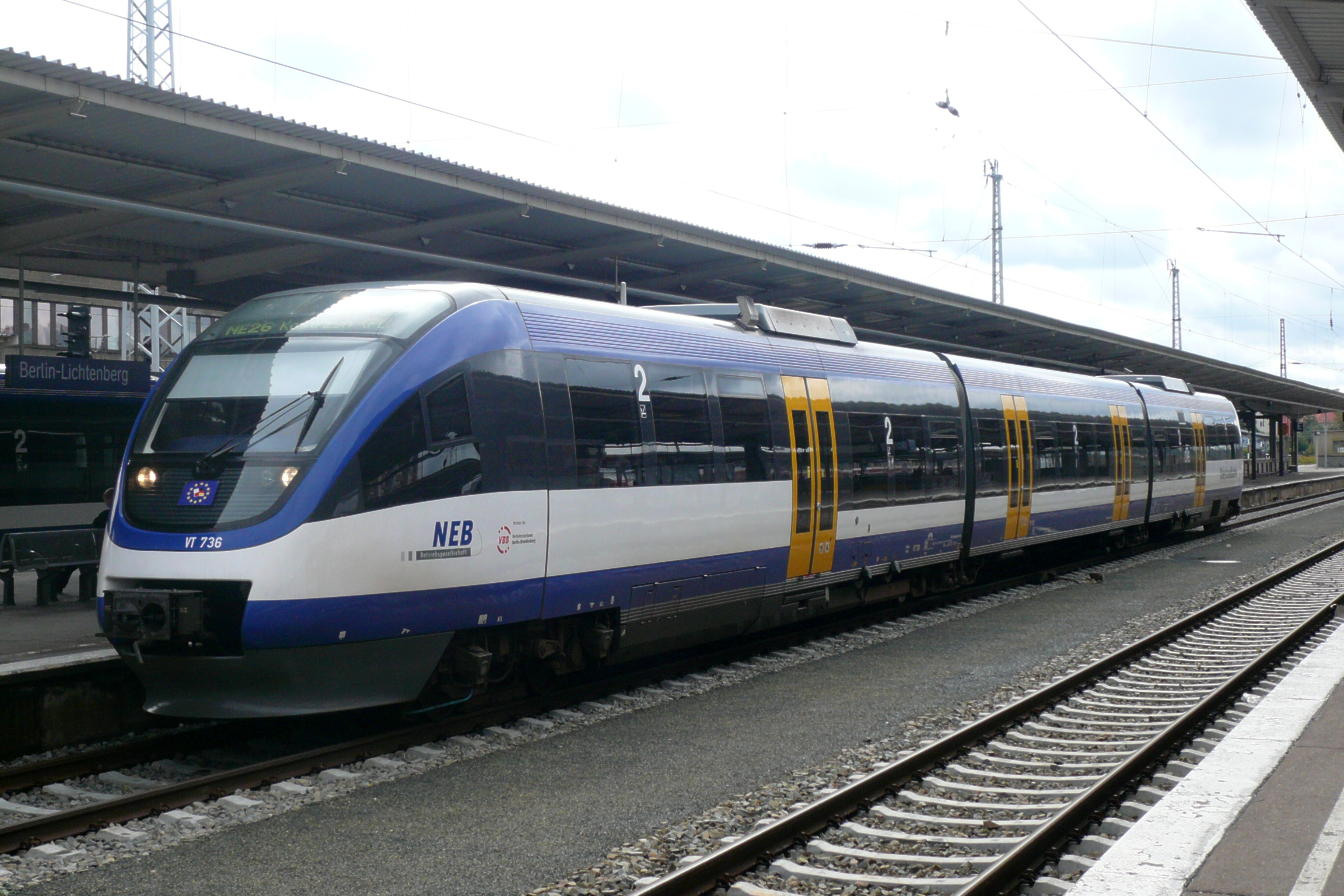
Talent-Triebwagen der Niederbarnimer Eisenbahn in Berlin-Lichtenberg
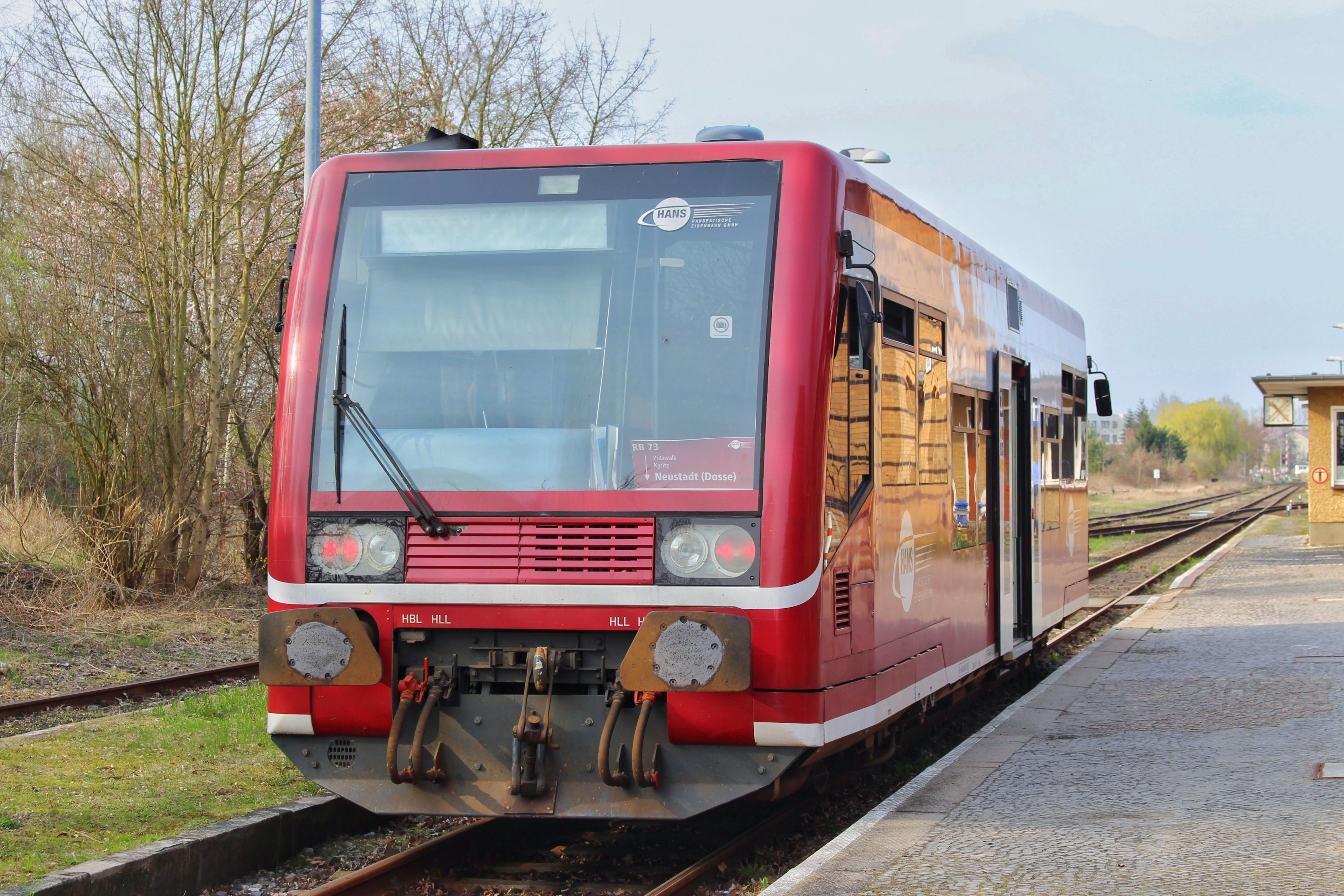
LVT/S der Hanseatischen Eisenbahn am Bahnhof Kyritz
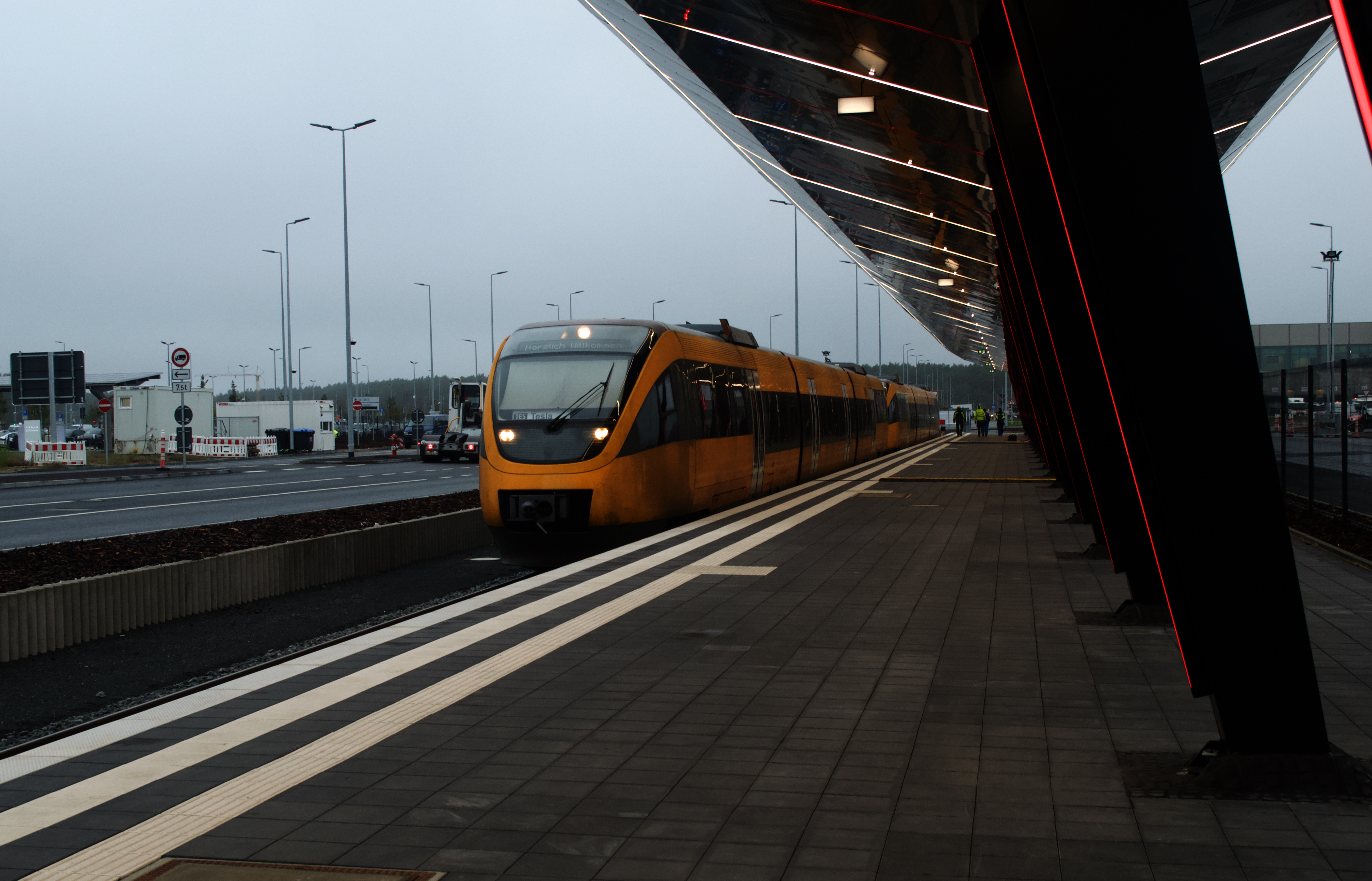
Teslabahn (TES) am Bahnhof Fangschleuse Tesla Süd; 27. Oktober 2023

## Zukünftige Änderungen
Die folgende Tabelle zeigt alle beschlossenen Änderungen:
| Linie           | Laufweg neu | Veränderung | Betreiber        | Fahrzeugeinsatz                                                                | Netz           | Änderung ab                   |
| --------------- | --- | --- | ---------------- | ------------------------------------------------------------------------------ | -------------- | ----------------------------- |
| RE 3            | Lutherstadt Wittenberg – Jüterbog – Berlin – Angermünde – Stralsund/Schwedt (Oder) | Tausch der zweistündlichen Einzeläste, Stundentakt unter der Woche in der Hauptverkehrszeit bis Lutherstadt Wittenberg | DB Regio Nordost | 112 + 5 Doppelstockwagen / 147 + 5 Doppelstockwagen                            | Nord-Süd       | Fahrplanwechsel Dezember 2025 |
| RE 30           | Angermünde – Prenzlau – Pasewalk – Greifswald – Stralsund | Neue Linie zur stündlichen Verdichtung der Relation Berlin-Stralsund mit Anschluss an den RE 3 | ODEG             | BR 4746                                                                        | Nord-Süd       | Fahrplanwechsel Dezember 2025 |
| RB 62           | Angermünde – Prenzlau – Pasewalk – Greifswald – Stralsund | Einstellung, Ersatz durch RE 30 |                  |                                                                                | Nord-Süd       | Fahrplanwechsel Dezember 2025 |
| FEX             | Flughafen BER – Berlin Südkreuz – Berlin | Fertigstellung der Dresdner Bahn, Führung über Südkreuz nach Berlin Hbf (tief) | DB Regio Nordost | 147 + 5 Doppelstockwagen                                                       | Elbe-Spree     | Fahrplanwechsel Dezember 2025 |
| RE 8            | Elsterwerda – Doberlug-Kirchhain – Luckau-Uckro – Wünsdorf-Waldstadt – Blankenfelde – Berlin Südkreuz – Berlin – Berlin-Spandau – Wittenberge – Ludwigslust – Schwerin – Bad Kleinen – Wismar | Fertigstellung der Dresdner Bahn, Entfall des Linienastes von Flughafen Berlin/Brandenburg über Berlin Ostkreuz nach Berlin-Spandau und zwischen Luckau-Uckro und Finsterwalde, Durchbindung der bisher geteilten Linien mit Führung über Berlin Hbf (tief) | ODEG             | Stadler KISS (vierteilig)                                                      | Elbe-Spree     | Fahrplanwechsel Dezember 2025 |
| RB 10           | Nauen – Berlin-Spandau – Berlin (– Berlin Südkreuz – Blankenfelde – Wünsdorf-Waldstadt) | Linie zur Verdichtung des RE 8 zum Halbstundentakt, Verlängerung der RB 10 zwischen Berlin Südkreuz und nach Wünsdorf-Waldstadt in der HVZ; Betreiberwechsel von DB Regio Nordost zur ODEG | ODEG             | Stadler KISS (vierteilig)                                                      | Elbe-Spree     | Fahrplanwechsel Dezember 2025 |
| RE 20           | Berlin – Berlin Südkreuz – Flughafen BER – Königs Wusterhausen – Lübbenau (Spreewald) (– Cottbus)                                                                                             | Neue Linie zur Verdichtung des RE 2 zum Stundentakt, dafür Entfall der HVZ-Verstärker, Führung über Flughafen BER und Dresdner Bahn nach Berlin Hbf (tief), aufgrund fehlender Zweigleisigkeit zwischen Lübbenau und Cottbus enden bis auf Einzelfahrten in Lübbenau                                                                                           | DB Regio Nordost | 182 + 5 Doppelstockwagen                                                       | Elbe-Spree     | Fahrplanwechsel Dezember 2025 |
| RB 14           | Nauen – Berlin-Spandau – Berlin – Berlin Ostbahnhof | Zurückverlegung der Linie vom Nord-Süd-Tunnel auf die Stadtbahn, Endpunkt Berlin Ostbahnhof | DB Regio Nordost | 182 + 5 Doppelstockwagen                                                       | Elbe-Spree     | Fahrplanwechsel Dezember 2025 |
| RB 23           | Golm – Potsdam (– Berlin – Berlin Ostbahnhof) | Verkürzung der Linie auf Golm – Potsdam, Verlängerung nach Berlin nur noch in der HVZ, Ende dann jedoch Berlin Ostbahnhof | DB Regio Nordost | 442.3 + 442.1 [Talent 2, fünfteilig + Talent 2, dreiteilig]                    | Elbe-Spree     | Fahrplanwechsel Dezember 2025 |
| RB 24           | Eberswalde – Bernau – Berlin-Lichtenberg – Berlin Ostkreuz – Flughafen BER – Blankenfelde – Wünsdorf-Waldstadt                                                                                | Zusammenführung der bisher geteilten Linie, kein Halt mehr in Schönefeld (bei Berlin) | DB Regio Nordost | 147 + 5 Doppelstockwagen                                                       | Elbe-Spree     | Fahrplanwechsel Dezember 2025 |
| RB 32           | Oranienburg – Berlin-Lichtenberg – Berlin Ostkreuz – Flughafen BER – Ludwigsfelde | Zusammenführung der bisher geteilten Linie, kein Halt mehr in Schönefeld (bei Berlin) | DB Regio Nordost | 147 + 5 Doppelstockwagen                                                       | Elbe-Spree     | Fahrplanwechsel Dezember 2025 |
| S 2             | Leipzig-Connewitz – Leipzig – Bitterfeld – Dessau/Lutherstadt Wittenberg | Verkürzte und Veränderte Linienführung. Verkürzung im brandenburgischen Bereich und befährt das Bundesland Brandenburg nicht mehr, Ersatz durch RE 3, die dann wochentags zur Hauptverkehrszeit stündlich bis Lutherstadt Wittenberg verlängert wird. In Leipzig endet diese Linie dann in Connewitz statt in Stötteritz.                                      | DB Regio Südost  | 1442 (drei- oder fünfteilig)                                                   | MDSB II        | Fahrplanwechsel Dezember 2025 |
| S 8             | Halle – Bitterfeld – Dessau/Lutherstadt Wittenberg | Verkürzte Linienführung. Verkürzung im brandenburgischen Bereich und befährt das Bundesland Brandenburg nicht mehr, Ersatz durch RE 3, die dann wochentags zur Hauptverkehrszeit stündlich bis Lutherstadt Wittenberg verlängert wird | DB Regio Südost  | 1442 (drei- oder fünfteilig)                                                   | MDSB II        | Fahrplanwechsel Dezember 2025 |
| RB 27           | Berlin-Karow – Basdorf – Groß Schönebeck/Wensickendorf | Ast Basdorf – Wensickendorf wird nur unter der Woche in der Hauptverkehrzeit bedient sowie der Halt in Schmachtenhagen wird nicht mehr bedient | NEB              | 563 (zweiteilig)                                                               |                | Fahrplanwechsel Dezember 2025 |
| RE 9            | Flughafen BER – Berlin – Bernau – Eberswalde – Angermünde – Szczecin | Neue Linie nach Elektrifizierung der Bahnstrecke Passow–Stettin, Ersatz des RE 66 und Angebotsverdichtung zwischen Berlin und Angermünde | DB Regio Nordost | Flirt 3 XL (dreiteilig)                                                        | Berlin-Stettin | Fahrplanwechsel Dezember 2026 |
| RB 66           | Angermünde – Szczecin | Taktverdichtung nach Elektrifizierung der Bahnstrecke Passow–Stettin | DB Regio Nordost | Flirt 3 XL (dreiteilig)                                                        | Berlin-Stettin | Fahrplanwechsel Dezember 2026 |
| RE 3            | (Halle (Saale) –) Lutherstadt Wittenberg – / Jüterbog – Berlin – Eberswalde – Angermünde – Schwedt(Oder)/ – Pasewalk – Greifswald – Stralsund                                                 | Die Linie verkehrt zweistündlich von/nach Stralsund bzw. Schwedt (Oder). Zwischen Angermünde und Jüterbog verkehrt die Linie täglich stündlich. Im weiteren Verlauf nach Lutherstadt Wittenberg besteht am Wochenende nur ein Zwei-Stunden-Takt. Am Wochenende finden außerdem Einzelfahrten von/nach Halle (Saale) statt.                                     | DB Regio Nordost | Stadler KISS (fünfteilig)                                                      | Nord-Süd II    | Fahrplanwechsel Dezember 2026 |
| RE 5            | (Ludwigsfelde –) Berlin – Rostock | In der HVZ-Zeit wird die Linie bis nach Ludwigsfelde verlängert. Zwischen Berlin und Neustrelitz besteht ein 60-Minuten-Takt. Von Neustrelitz verkehrt die Linie zweistündlich weiter nach Rostock bzw. Stralsund. In Mecklenburg-Vorpommern kommen zusätzlich Verstärkerzüge zum Einsatz, bei denen Fahrzeuge des Types Stadler Flirt 3 XL eingesetzt werden. | DB Regio Nordost | 146 + 5 Doppelstockwagen (/ Flirt 3 XL (Verstärker in Mecklenburg-Vorpommern)) | Nord-Süd II    | Fahrplanwechsel Dezember 2026 |
| RE 5            | (Ludwigsfelde –) Berlin – Stralsund | In der HVZ-Zeit wird die Linie bis nach Ludwigsfelde verlängert. Zwischen Berlin und Neustrelitz besteht ein 60-Minuten-Takt. Von Neustrelitz verkehrt die Linie zweistündlich weiter nach Rostock bzw. Stralsund. In Mecklenburg-Vorpommern kommen zusätzlich Verstärkerzüge zum Einsatz, bei denen Fahrzeuge des Types Stadler Flirt 3 XL eingesetzt werden. | DB Regio Nordost | 146 + 5 Doppelstockwagen (/ Flirt 3 XL (Verstärker in Mecklenburg-Vorpommern)) | Nord-Süd II    | Fahrplanwechsel Dezember 2026 |
| S 4             | Torgau – Leipzig – Wurzen – Riesa | Veränderte Linienführung. Verkürzung im brandenburgischen Bereich und Verlängerung von Wurzen/Oschatz bis Riesa. Die Linie befährt das Bundesland Brandenburg nicht mehr. | DB Regio Südost  | 463 (vierteilig)                                                               | MDSB2025+      | Fahrplanwechsel Dezember 2026 |
| S 1(Mittelelbe) | Burg – Magdeburg – Schönebeck-Bad Salzelmen | Veränderte Linienführung. Verkürzung im brandenburgischen Bereich und Verlängerung von Magdeburg nach Burg. Die Linie befährt das Bundesland Brandenburg nicht mehr. | DB Regio Südost  | 463                                                                            | ENORM          | Fahrplanwechsel Dezember 2028 |
| RB 30           | Wittenberge – Stendal – Magdeburg – Köthen – Halle (Saale) | Umbenennung der aktuellen Linie RE 30 (Sachsen-Anhalt) in RB 30 und Verlängerung von Magdeburg über Stendal bis Wittenberge | DB Regio Südost  | 463                                                                            | ENORM          | Fahrplanwechsel Dezember 2028 |

### Text
- Regionalverkehr in Berlin und Brandenburg auf berliner-verkehr.de
- Zuggruppen der S-Bahn Berlin
- Übersicht der Regiolinien in Berlin und Brandenburg

### Netzkarten
- ICE/IC Liniennetz 2025 der Deutschen Bahn AG (PDF; 534 KB)
- Liniennetz des VBB (PDF; 330 kB)